# Департамент полиции Нью-Йорка
Департа́мент поли́ции Нью-Йо́рка (англ. NYPD, New York City Police Department), созданный в 1845 году, в настоящее время представляет собой крупное подразделение муниципальной полиции в США. Его возглавляет комиссар полиции Нью-Йорка. Главными обязанностями департамента является поддержание правопорядка и расследование преступлений в пределах пяти административных районов города Нью-Йорк. Это один из старейших  полицейских департаментов США, ведущий свою историю от первой группы из восьми ночных сторожей, созданной ещё в 1625 году, когда Нью-Йорк принадлежал Голландии и назывался Новый Амстердам. Штаб-квартира департамента находится в Нижнем Манхэттене.

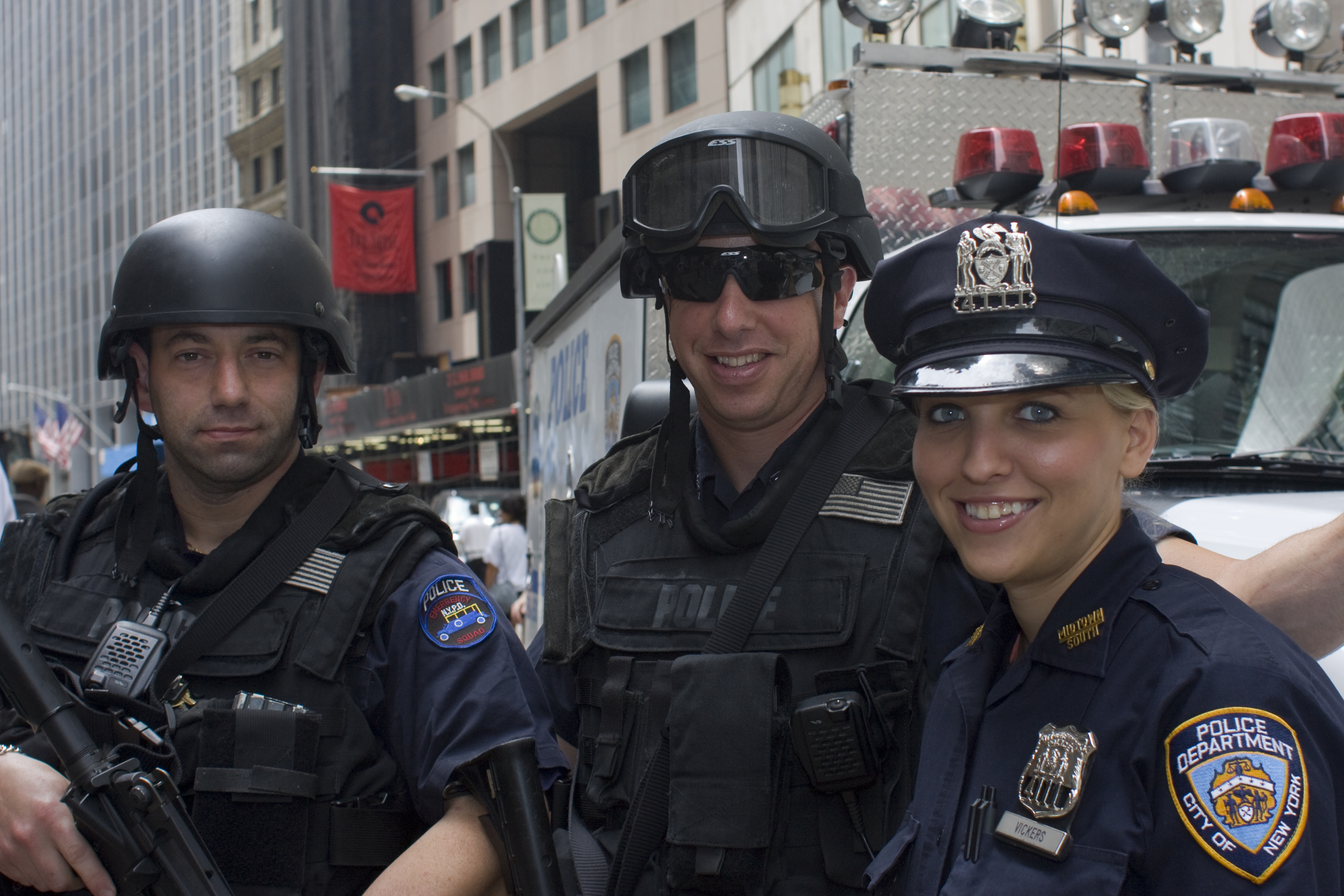
Офицеры полиции Нью-Йорка

## Общие сведения

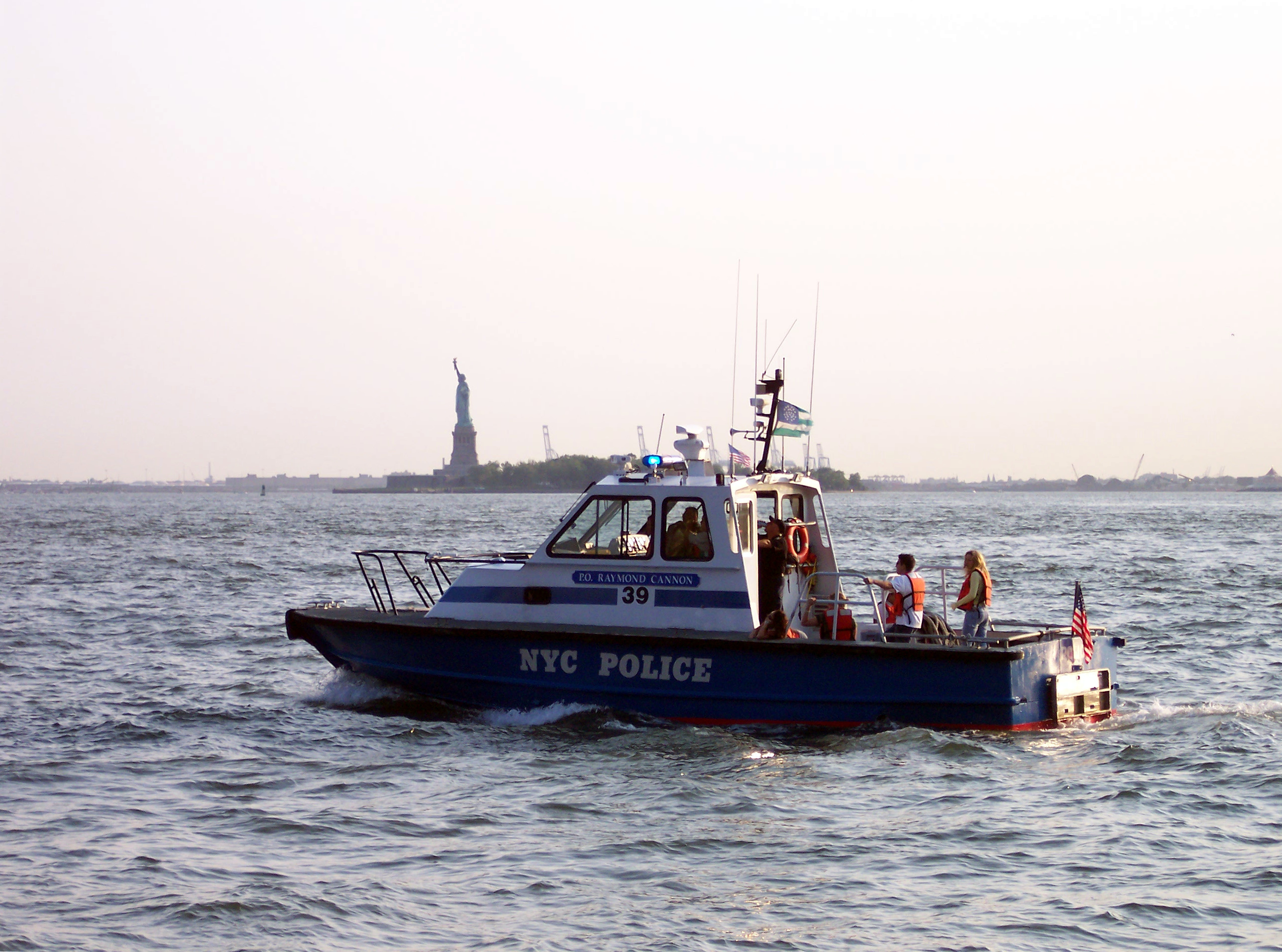
Катер полиции порта

Полиция Нью-Йорка включает в себя множество специализированных служб, включая Группу чрезвычайных ситуаций (англ. Emergency Service Unit ), а также служб служебно-розыскного собаководства, патрулирования порта, воздушной поддержки, обезвреживания взрывных устройств, контртерроризма, уголовной разведки, борьбы с бандами, борьбы с наркотиками, и служб охраны правопорядка на общественном транспорте и в районах социального жилья (две последние службы (New York City Transit Police и New York City Housing Authority Police Department) до 1995 были отдельными, независимыми от полиции Нью-Йорка подразделениями). Департамент обладает значительными криминалистическими ресурсами, а также подразделениями по расследованию компьютерных преступлений. Полиция Нью-Йорка также поддерживает компьютерную сеть по борьбе с преступлениями, которая представляет собой базу данных и систему поиска, используемые для оказания помощи полицейским, ведущим расследование преступлений.  Согласно департаменту, его миссия заключается в том, чтобы «обеспечивать исполнение законов, охранять правопорядок, уменьшать страх и создавать безопасную обстановку».
Полицейских департамента часто называют их неофициальным именем — «Лучшие Нью-Йорка».
В июне 2004 в департаменте было около 40,000 аттестованных полицейских и несколько тысяч человек дополнительного персонала; в июне 2005 это число сократилось до 35,000, но к ноябрю 2007, после выпуска нескольких курсов из Полицейской академии Нью-Йорка, снова повысилось до 36,000. В августе 2011 департамент насчитывает в своих рядах около 34,500 аттестованных полицейских. Кроме того, имеются ещё около 4,500 работников Вспомогательной полиции (Auxiliary Police), 5,000 сотрудников Службы безопасности школ (School Safety Agents), 2,300 работников и 370 инспекторов службы по соблюдению правил дорожного движения (Traffic Enforcement Agents and Supervisors).

## Зарплата и социальная защита

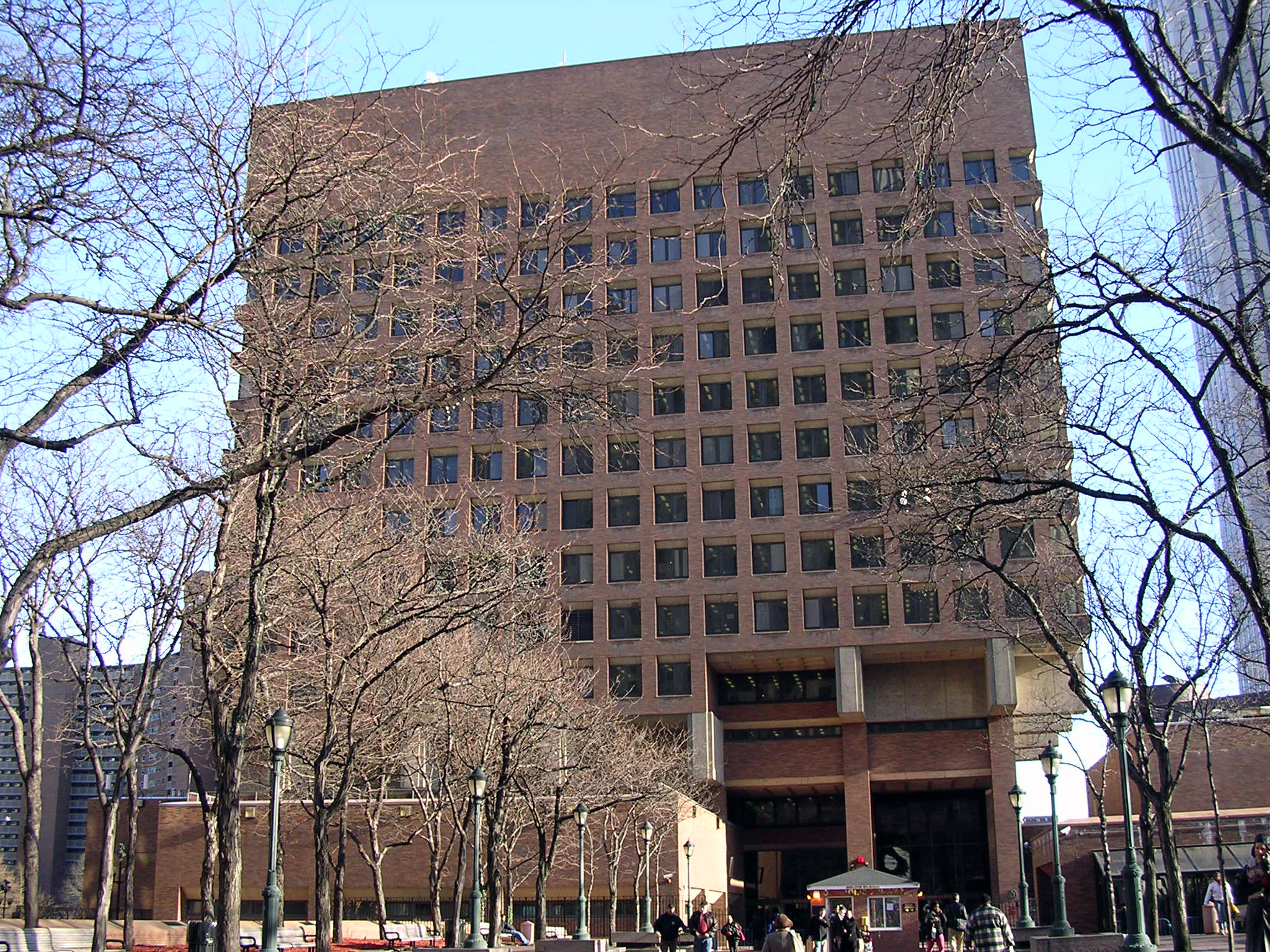
Один Полис Плаза, штаб-квартира полиции Нью-Йорка Департамента в Нижнем Манхэттене.

После нескольких лет проблем с оплатой и забастовки полицейских, профсоюз и городские власти договорились, что новичку в полиции начнут платить от $ 25 100 за год, 21 августа 2008 также договорились о новом 4-летнем контракте.
Контракт с 1 августа 2006 по 31 июля 2010 даёт полиции 17-процентное повышение заработной платы на 4 года, что даёт возможность платить новичкам от $ 35 881 до $ 41 975, остальным от $ 65 382 до примерно $ 76 тысяч в год. Также за выслугу, оплату отпуска, ночные смены и другие дополнения общее годовое вознаграждение для сотрудников составляет примерно $ 91 823, не считая сверхурочных.
Это первый контракт с 1994 года, когда полицейские отчисляют в фонд полицейских (благотворительная организация) в Нью-Йорке, по взаимному согласию без привлечения посредников.
Улучшения по сравнению с предыдущим контрактом являются значительными, но новые условия все еще оставляют NYPD позади соседних департаментов, где платят значительно больше, до $50 000 для новых сотрудников и более $100 000 для более опытных.
На протяжении многих лет тысячи городских офицеров перешли на более высокооплачиваемую работу в другие учреждения, в частности департаменты полиции округов Нассау, Саффолк и Уэстчестер, транспортную полицию Нью-Йорка и полицию порта Нью-Йорка и Нью-Джерси.
Недовольство по вопросам оплаты стало настолько распространённым, что многие стали перебираться в подразделения на территории, где стоимость жизни намного ниже, чем в городе. Это, например, Рочестер (штат Нью-Йорк), Альбукерке (штат Нью-Мексико) и Департамент полиции Сиэтла, где активно принимают сотрудников полиции Нью-Йорка, чтобы укрепить свои кадры.
В департаментах полиции близлежащих округов Каунтри и Уэстчестер верхняя базовая заработная плата от $ 85 000 до $ 105 000, она постоянна, плюс хорошая оплата сверхурочных и пособий. В 2007 году в округе Уэстчестер, в «Департаменте общественной безопасности» зарплата сотрудника составила более $ 250 тысяч (со сверхурочной работой), что делает его сотрудников самыми высокооплачиваемыми сотрудниками полиции в Соединённых Штатах.
Большое число офицеров NYPD также перешли в Пожарный департамент Нью-Йорка: хотя зарплата там сопоставима с NYPD, график работы более привлекателен, и работа является менее напряжённой и опасной. Контракт 2006 ввёл заградительные меры для полицейских при переходе в FDNY (предусмотрено понижение зарплаты и потеря многих льгот), и поток переходов стал сокращаться.

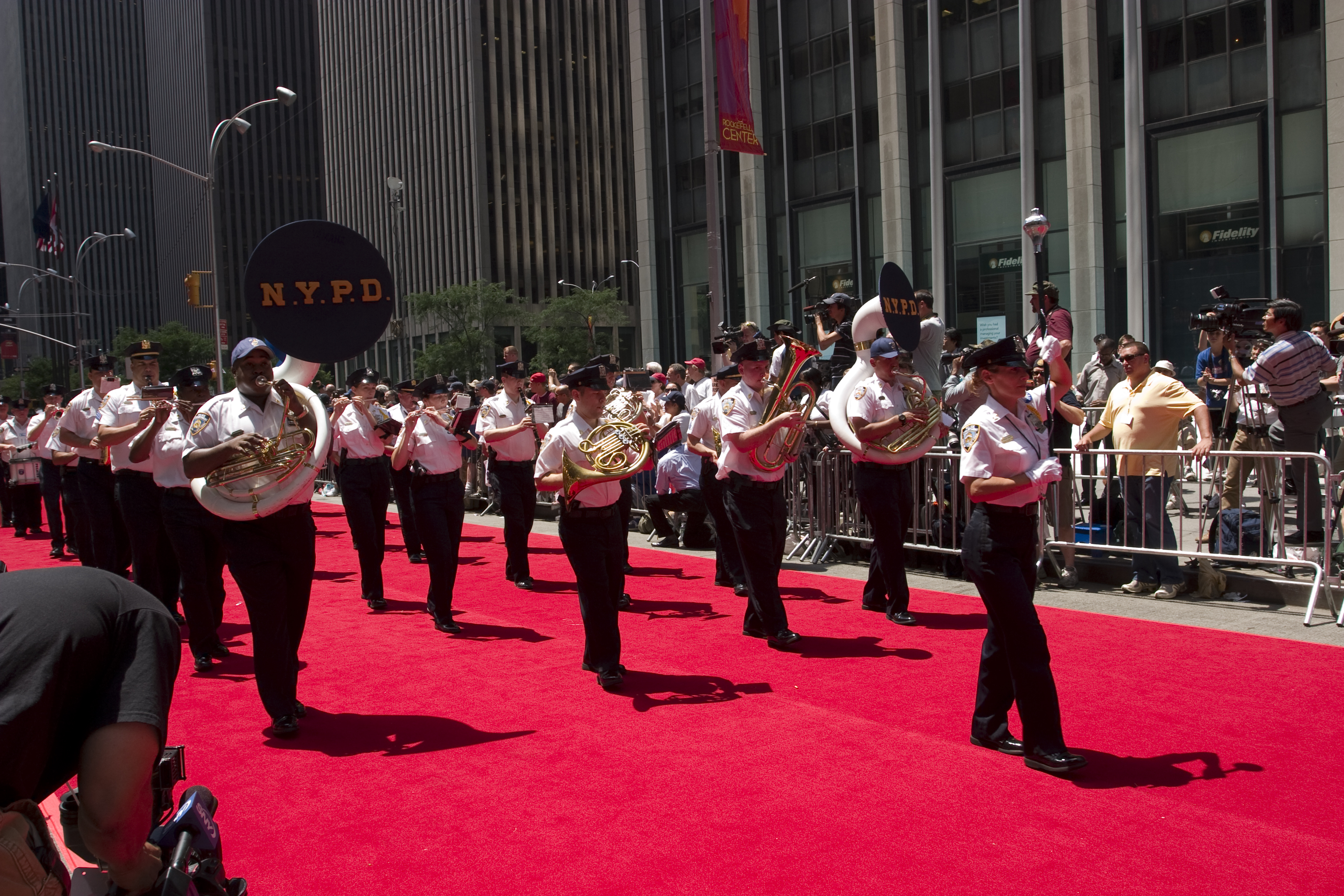
NYPD оркестр

Некоторые высшие офицеры NYPD пытаются остановить отток в административном порядке.
В январе 2006 года 35 офицеров полиции, желающих перевестись в порт, подали в суд на Нью-Йоркский кадровый отдел полиции, утверждая, что те отказывались внести их в свой кадровый учёт на доступные должности. Истцы выиграли судебный иск на этапе судебного разбирательства, но апелляционный суд в январе 2007 года отменил это решение и вынес новое постановление.
Со своей стороны NYPD утверждает, что его действия были в соответствии с кадровой практикой других работодателей и что не существует «заговора» по предотвращению перехода офицеров в другие места.
Несмотря на эти препятствия, проявляются признаки того, что уход из полиции Нью-Йорка может ускориться. В 2007 году 990 сотрудников подали в отставку до выхода на пенсию, 902 полицейских в 2006 году, 867 в 2005 году и 635 в 2004, что обеспечивает текучесть кадров около 2 процентов. Хотя комиссар полиции Реймонд Келли утверждает, что цифра сопоставима с оборотом в частном секторе (коммерции), должностные лица в профсоюзах полиции утверждают, что правильнее сравнивать с предыдущими годами в NYPD. В 1991 году, например, только 159 сотрудников ушли рано, что составляет около одного процента.

## Звания NYPD
Есть три карьерные «лестницы» в Департаменте полиции Нью-Йорка. Это 12 званий. Принятие в ряды сержантов, лейтенантов и капитанов производится посредством экзамена. Принятие в ранг заместителя инспектора, инспектора и заместителя начальника, на усмотрение комиссара полиции, после успешной сдачи всех экзаменов. Перевод в ранг детектива определяется текущим трудовым договором с санкции комиссара полиции. Начальный уровень детектива — детектив третьего класса или специалист. Комиссар полиции может изменять статус первого или второго класса. Эти звания эквивалентны руководящим должностям. В частности, детективу второго класса платят примерно как сержанту первого класса или лейтенанту. Детективы полиции, которые прошли все уровни, не имеют контрольного органа. Как и у детективов, классность есть у сержантов и лейтенантов, от классности зависит заработная плата.
| Звание                                          | Шеврон | Цвет униформы |
| ----------------------------------------------- | ------ | ------------- |
| Шеф департамента                                |        | Белый         |
| Начальник бюро                                  |        | Белый         |
| Помощник Шефа                                   |        | Белый         |
| Заместитель Шефа                                |        | Белый         |
| Инспектор                                       |        | Белый         |
| Заместитель инспектора                          |        | Белый         |
| Капитан                                         |        | Белый         |
| Лейтенант                                       |        | Белый         |
| Сержант                                         |        | Тёмно-синий   |
| Детектив-следователь Детектив-специалист Офицер |        | Тёмно-синий   |

Есть два основных типа детективов в NYPD: «оперативные-следователи» и «оперативные-специалисты».
Детектив-следователь — у большинства людей ассоциируется с термином «детектив», так как это звание наиболее часто упоминается на телевидении и в кино. Большинство полицейских, получивших звание детектива, работали в отделе по «борьбе с наркотиками» или в отделе по «борьбе с организованной преступностью». После получения звания они переходят в «детективное бюро». Детективы действуют совместно с отрядами участка и несут ответственность за расследование убийств, изнасилований, грабежей, краж и других преступлений, в границах своего участка.
Детектив-оперативник — назначаются в специализированные подразделения, либо в специальную команду или на общегородской уровень. Они работают в группах по борьбе с терроризмом, организованной преступностью, наркотическими средствами, вымогательством, коррупцией, похищениями, мошенничеством, ограблениями банков и музеев, коррупцией в полиции и т. д.
Отряд детективов-оперативников есть в 5 окружных отделениях прокурора. (Маршалы пожарной охраны, которые входят в Нью-Йоркское Управление Пожарной Охраны города, занимаются расследованием поджогов и т. п.).
Звание «детектив-следователь» дают только опытным полицейским. Со статусом повышается зарплата и ряд полномочий. Звания дается в зависимости от необходимости и возможности бюджета.
Детектив, только получивший звание, получает третий класс — уровень зарплаты ниже чем у сержанта и равняется средней зарплате обычного офицера полиции. По мере накопления опыта и выслуги ему присваивается второй класс — уровень зарплаты повышается до уровня чуть ниже сержанта. Детектив первого класса — это элита, самые старшие и опытные следователи отдела — и зарплата несколько меньше чем лейтенантов. Комиссар полиции может изменить классность и отличия по необходимости.
При повышении класса, детективу не дают полномочия контроля за деятельность отряда или службы. Также детективам дают, как правило, звание «детектив-сержант» или «детектив-лейтенант». Лейтенанты и сержанты назначаются для контроля над детективными отрядами, и они несут ответственность за все расследования.
Есть ещё один вид звания детектива — Детектив, сержант-руководитель (SDS), или Детектив, лейтенант-командир (НРС). Это тип детективов, которые берут полностью всю ответственность на себя (примерно 10 % от всех детективов), их зарплата одна из самых высоких. Детективы с таким званием — частые герои голливудских фильмов. Таких детективов назначают в Детективное бюро, Бюро внутренних дел, Бюро по борьбе с терроризмом, Бюро разведки, а также в Бюро по борьбе с организованной преступностью.

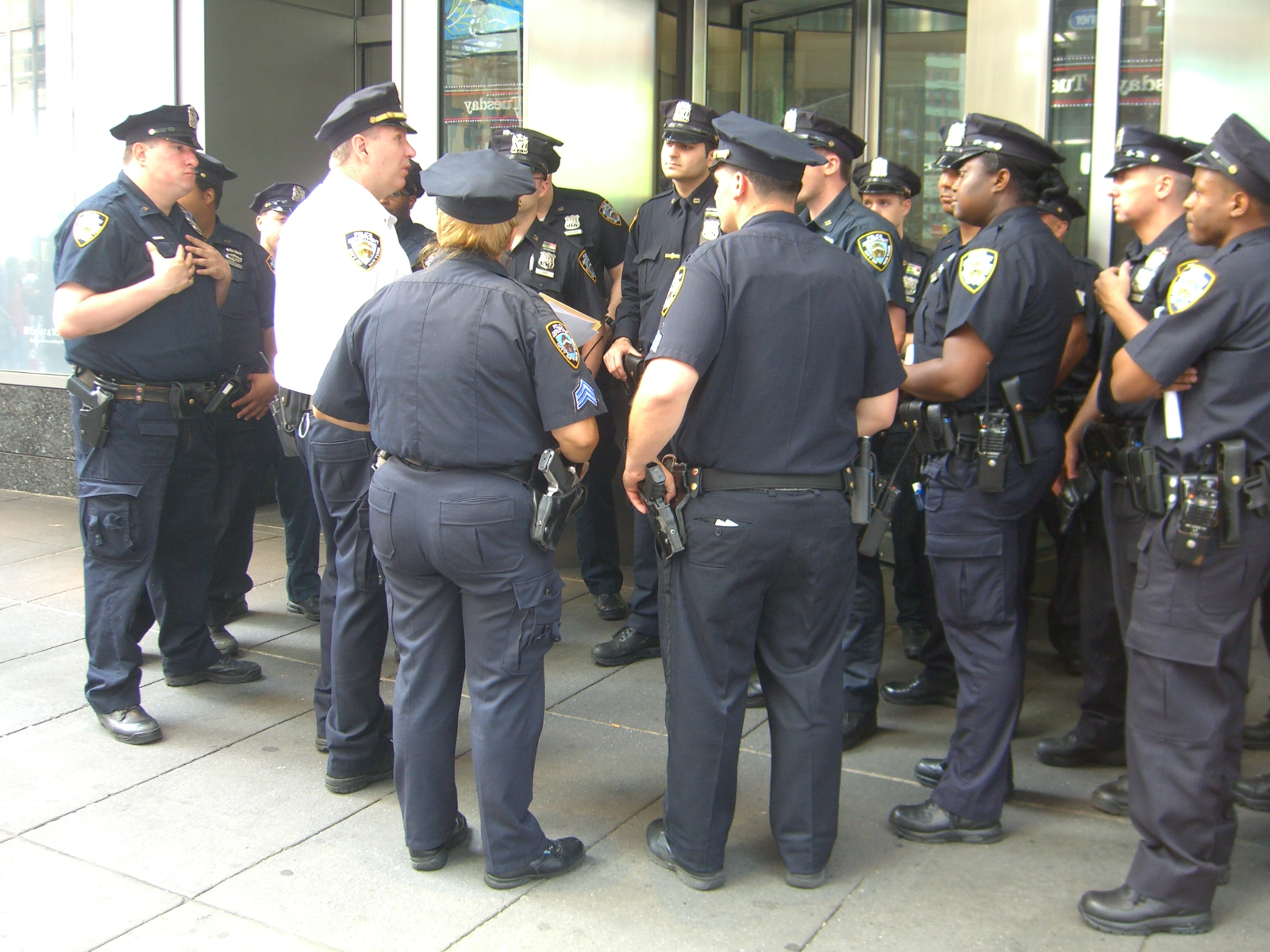
Лейтенант (в белой рубашке) беседует с подчинёнными на Таймс-сквер.

«Специалист или специалист оперативник» является относительно новой должностью в структуре NYPD. В 1980-х многие возмущались, что некоторым офицерам были предоставлены звания детектива, чтобы предоставить им более высокую плату и статус, но они не назначались на следственные мероприятия. Примеры включают сотрудников, назначенных в качестве телохранителей и водителей мэра, комиссаров полиции и других высокопоставленных должностных лиц.
Для исправления этой ситуации был создан ранг «специалист-оперативник». Эти сотрудники, как правило служат в специализированных подразделениях, поскольку они обладают уникальными или экзотическими навыками, необходимыми для отдела. Например: снайпер, сапер, пилот вертолета, аквалангист, художник, специалист по вычислительной технике. Как и у детективов, оперативник начинает с третьего класса и может быть повышен до второго или первого.
Шевроны комиссара полиции:
| Звания                       | Эмблема |
| ---------------------------- | ------- |
| Комиссар полиции             |         |
| Первый заместитель комиссара |         |
| Заместитель комиссара        |         |

Департамент находится в ведении и регулируется комиссаром полиции, который назначается мэром. Технически комиссар служит 5 лет; но на практике комиссар служит пока симпатизирует мэрии. Комиссар в свою очередь назначает многочисленных уполномоченных заместителей. Комиссар и подчиненные ему заместители являются гражданскими лицами и в соответствии с присягой не являются силовым составом в силах, которые дают клятву, как представители закона. Комиссар полиции сохраняет статус сотрудника силовой структуры, так как до этого должен был служить комиссаром полиции какого-либо департамента. Некоторые комиссары полиции не имеют полицейских полномочий и не могут носить служебного оружия, но могут носить личное. Комиссары работают полный рабочий день.
Заместители комиссара назначаются комиссаром полиции в зависимости от необходимости.
Эти люди заменяют начальника отдела, и они обычно специализируются в областях, имеющих большое значение для департамента, таких как борьба с терроризмом, подготовка специальных операций, подготовка кадров, информирование общественности, юридические вопросы и информационные технологии. Несмотря на свою роль в качестве гражданских администраторов в департаменте полиции им запрещено принимать оперативное управление (за исключением первого заместителя комиссара).
Классность — это элемент структуры управления полиции Нью-Йорка, она дает различия в обязанностях и заработной плате. Тем не менее, надзорные функции, как правило, зарезервированы для звания сержанта и выше.

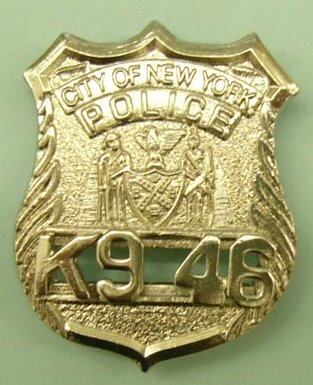
Жетон полицейского и отдела К-9.

Полицейские жетоны в Нью-йоркском Департаменте полиции называют «щитками». На значке номер участка и налоговый регистрационный номер. Сотрудники в звании лейтенанта и выше имеют только налоговый регистрационный номер.
Все сотрудники NYPD имеют свои «Идентификационные карты» с фотографиями, сделанными на красном фоне. Гражданские сотрудники NYPD имеют свои «Идентификационные карты» с фотографиями, сделанными на голубом фоне, это означает, что они не сдали экзамен на ношение огнестрельного оружия. Все «Идентификационные карты» имеют срок годности.

## Организация и структура
Департамент делится на десять бюро, шесть из которых являются территориальными. Каждое бюро подразделяется на разделы, отделы и подразделения, патрульные округа, избирательные участки, и детективные округа. Есть также ряд специализированных подразделения, которые не являются частью какого-либо из бюро и подчинены только начальнику департамента.
Каждый отдельный участок полиции или специальное подразделение имеет свои аббревиатуры, которые можно увидеть на задней части полицейского транспорта:
“X” PCT - Precinct. Полицейский участок. Данное обозначение указывается с номером перед аббревиатурой, указывающий конкретный участок, например 73 PCT (73 участок в Бронксе).
PSA “X” - Police Service Area. Территориальное подразделение. Указывается с цифрой после аббревиатуры.
TD “X” - Transit District “X”. Подразделение охраны метро. Указывается с цифрой после аббревиатуры.
HWY “X” - Highway Patrol “X”. Дорожный патруль. Указывается с цифрой после аббревиатуры.
PBQN - Patrol Borough Queens North. Патрульно-постовая служба северного Куинса.
PBBS - Patrol Borough Brooklyn South. Патрульно-постовая служба южного Бруклина.
PBBX - Patrol Borough Bronx. Патрульно-постовая служба Бронкса.
MU - Mounted Unit. Подразделение конной полиции.
APHQ - Auxiliary Police Headquarters Queens. Управление вспомогательной полиции Куинса.
SITF - Staten Island Task Force. Подразделение организации дорожного движения на Стэйтэн-Айлэнд.
MTTF - Manhattan Traffic Task Force. Подразделение организации дорожного движения на Манхеттене.
QNTF - Queens North Task Force. Подразделение организации дорожного движения в северном Куинсе.
CTD/B - Сounter-Terrorism Division/Bureau. Антитеррористическое управление.
СSU - Crime Scene Unit. Следственно-оперативная группа.
ESU - Emergency Service Unit. Подразделение медицинской службы.
CD - Communications Division. Управление связи.
TCU - Transit Canine Unit. Кинологическая служба метро.
CAB - Community Affairs Bureau. Подразделение общественных связей.
HB - Housing Bureau. Подразделение обеспечения порядка на территории жилых комплексов.
DB - Detective Bureau. Детективное бюро.
FSD - Fleet Services Division. Подразделение обслуживания транспорта.
DCU - Disorder Control Unit. Подразделение по контролю за беспорядками.
DCPI - The Office of the Deputy Commissioner, Public Information. Пресс-служба полицейского управления.

## Транспорт и снаряжение
На вооружении полиции Нью-Йорка стоят 8 100 автомобилей, 115 мотоциклов, 8 вертолетов, 11 единиц надводного транспорта и большое количество вспомогательной техники.
Автопарк NYPD состоит из Ford Crown Victoria, Dodge Charger, Ford Explorer, Ford Mondeo. Полиция активно закупает гибриды и электроавтомобили. В 2022 году на службу начали заступать Ford Mustang Mach-E.
Новые сотрудники полиции Нью-Йорка имеют право выбора одного из трёх служебных пистолетов: SIG P226 DAO, Smith & Wesson 5906, Glock 17 и Glock 19.
Все полицейские автомобили также оснащены помповыми ружьями Ithaca 37, которые в последнее время активно заменяются на Mossberg 590.
Офицеры и детективы, участвующие в спец. операциях вооружены карабинами Colt М4A1 и Ruger Mini-14, полуавтоматическими винтовками AR-15, снайперскими винтовками Remington 700 и пистолет-пулемётами HK MP5.

## Гибель при исполнении служебных обязанностей
С 25 декабря 1806 года NYPD потерял 780 сотрудников при исполнении служебных обязанностей. Это число включает сотрудников из учреждений, которые были поглощены или стали частью современного NYPD. Эта цифра включает также офицеров, убитых при исполнении служебных обязанностей в результате обстрела других должностных лиц на дежурстве. NYPD потерял 24 сотрудника 11 сентября 2001 года, а также 31 сотрудника в результате болезни из-за вдыхания токсичных химических веществ, работая на Ground Zero и полигоне.
| Вид происшествия           | Количество | Вид происшествия    | Количество |
| -------------------------- | ---------- | ------------------- | ---------- |
| Теракты 9/11               | 31         | Несчастные случаи   | 10         |
| Авиакатастрофы             | 7          | Нападение животных  | 17         |
| Удушение                   | 2          | Нападение           | 31         |
| Автокатастрофы             | 51         | Велосипедные аварии | 4          |
| Катастрофы на воде         | 5          | Бомбы               | 2          |
| Утонули                    | 12         | Болезни             | 10         |
| Удар током                 | 5          | Взрывчатка          | 8          |
| Взрыв                      | 1          | Падение             | 12         |
| Огонь                      | 14         | Перестрелка         | 321        |
| Стрельба (случайная)       | 24         | Сердечный приступ   | 44         |
| Авария на мотоцикле        | 36         | Холодное оружие     | 24         |
| Сбит трамваем              | 7          | Сбит поездом        | 5          |
| Сбит машиной               | 37         | Обвал здания        | 3          |
| Атака террористов          | 24         | Погони              | 12         |
| Автотранспортное нападение | 20         | Общая               | 780        |

## Демографический состав
По состоянию на 2015 NYPD составляют 45,7 % белых, 27,4 % испаноязычных, 18,3 % афроамериканцев, 7,8 % азиатов по сравнению с городом. По всем районам составляет 43 % белых, 26 % испаноязычных (любой расы), 26 % афроамериканцев и 13 % азиатов.

## Справка
- В городе действует Департамент Шерифа.
- У полиции города Нью-Йорк — один из лучших музеев.

## Галерея

Известные исторические личности
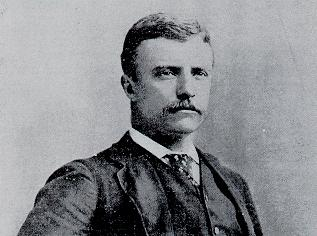
Комиссар Теодор Рузвельт 1895
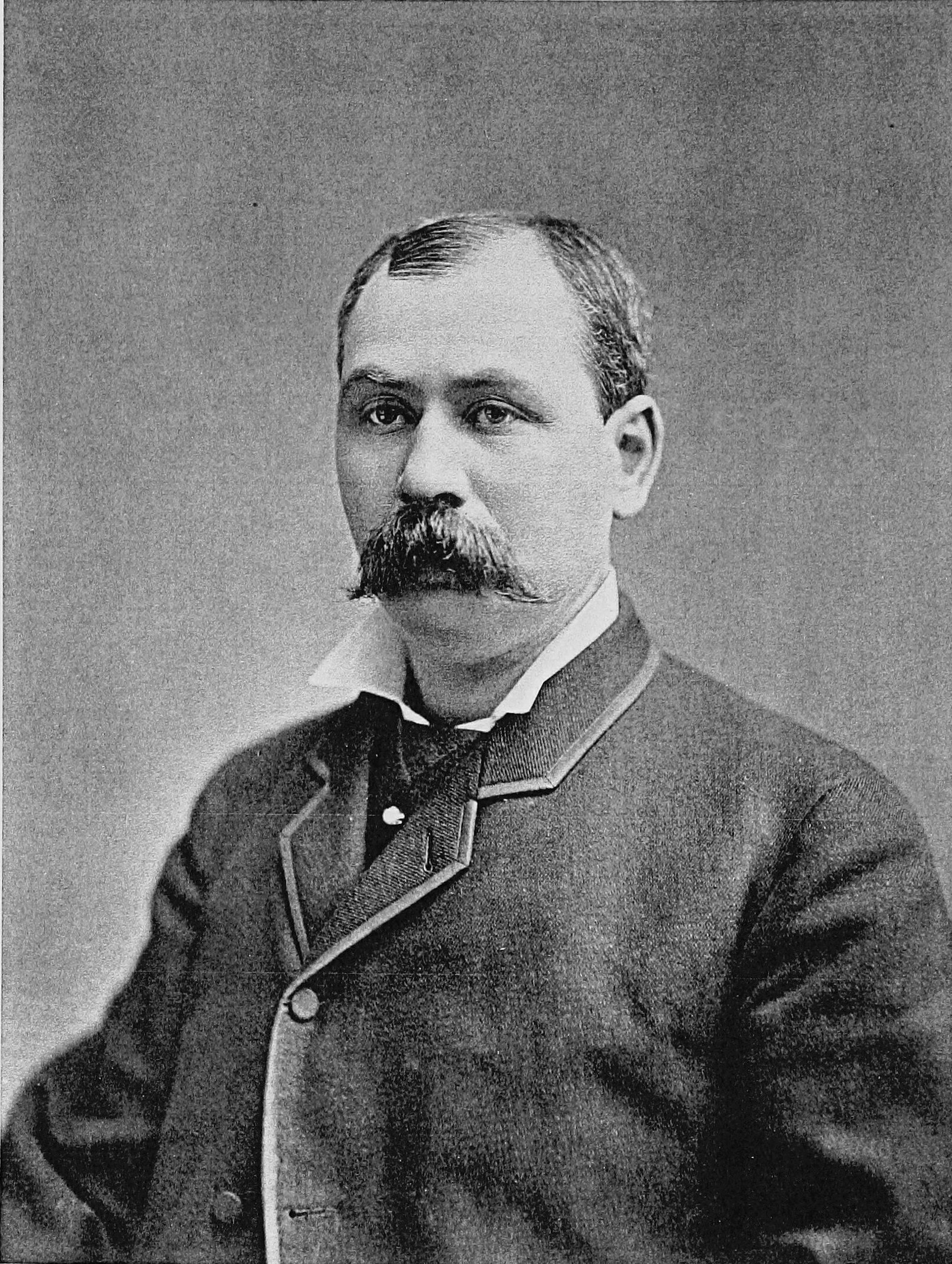
Инспектор Томас Бернс
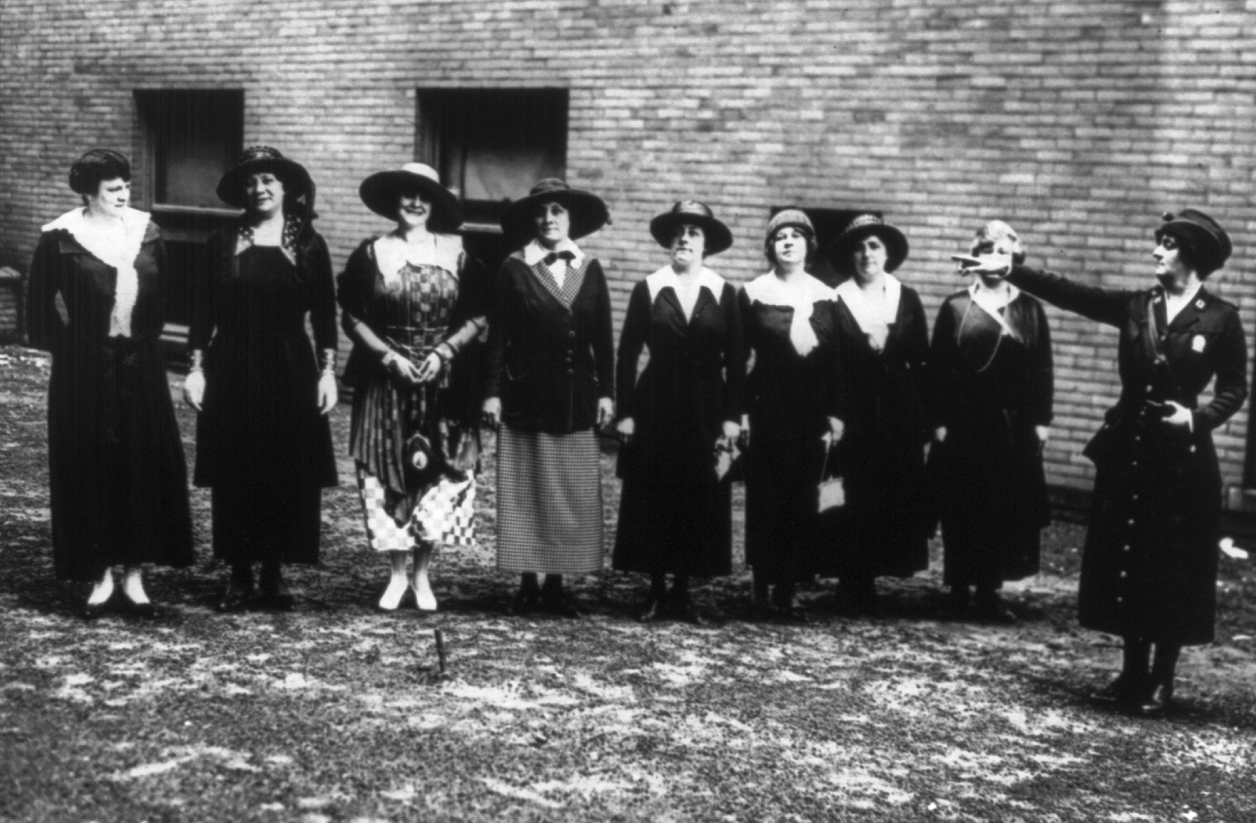
Капитан Эдит Тоттен и женщины резервной полиции (25 июня 1918)

Транспорт NYPD
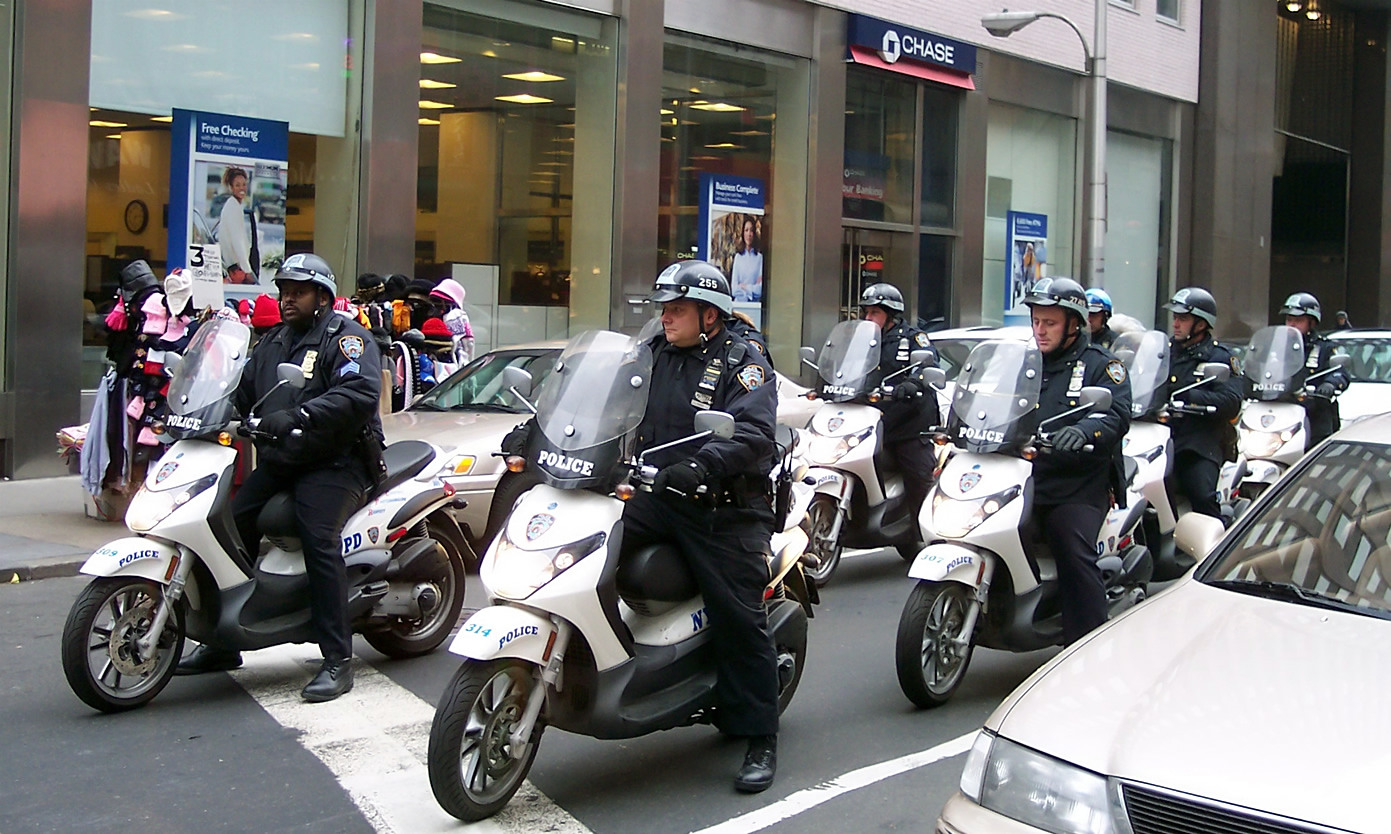
Скутеры NYPD
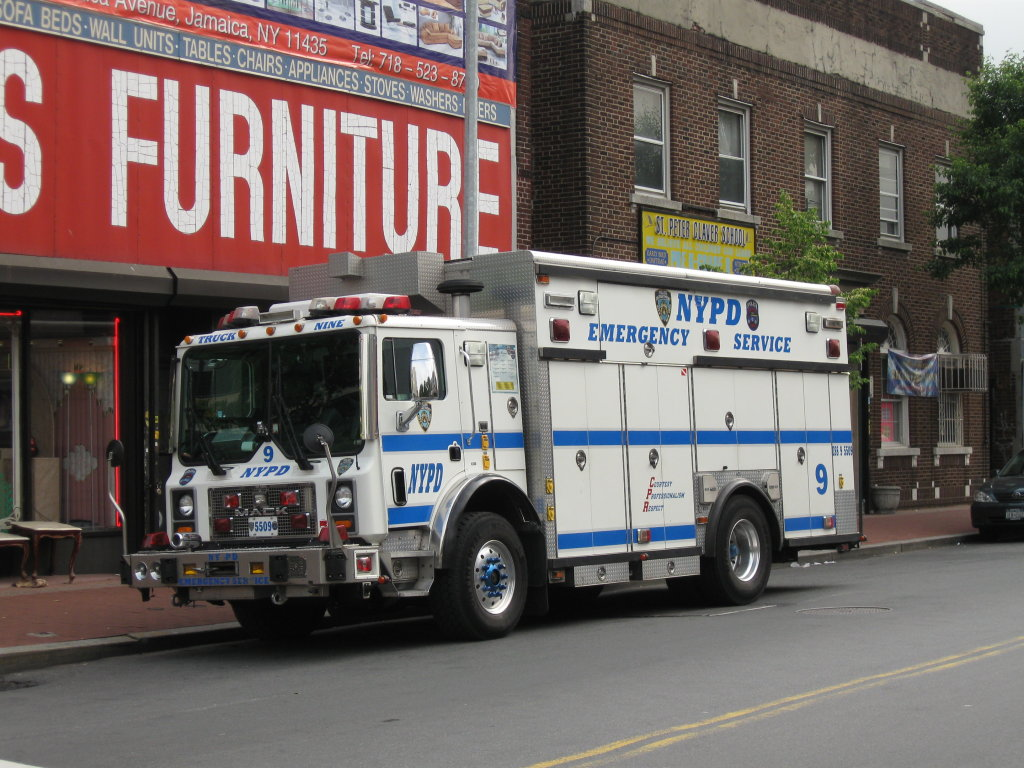
Грузовик поддержки NYPD
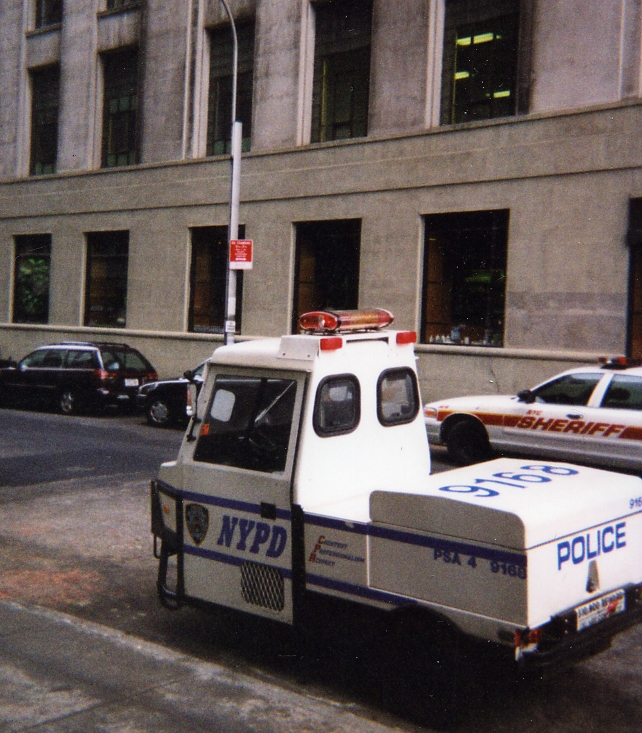
Скутер отдела парковки NYPD
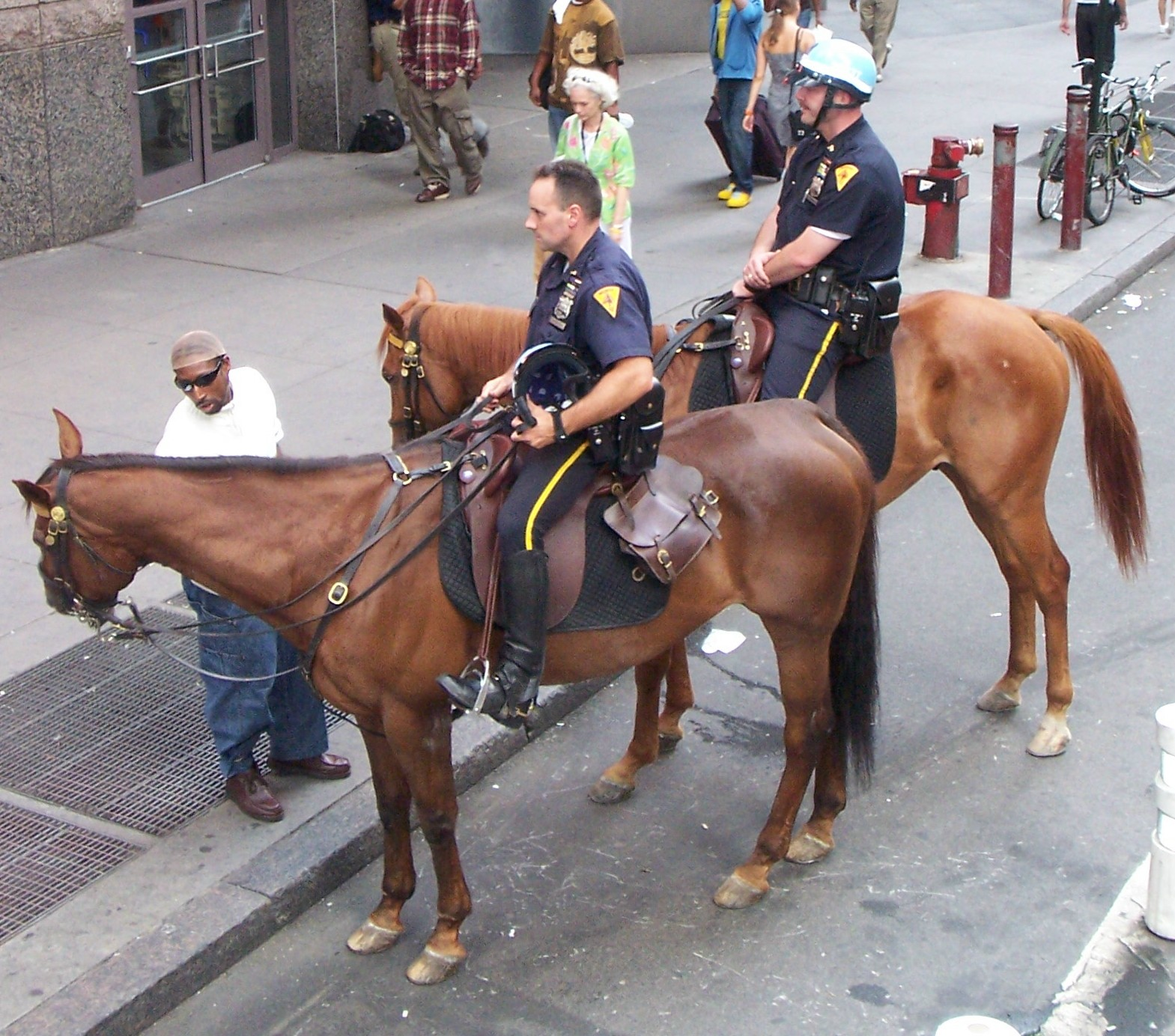
Конная полиция NYPD
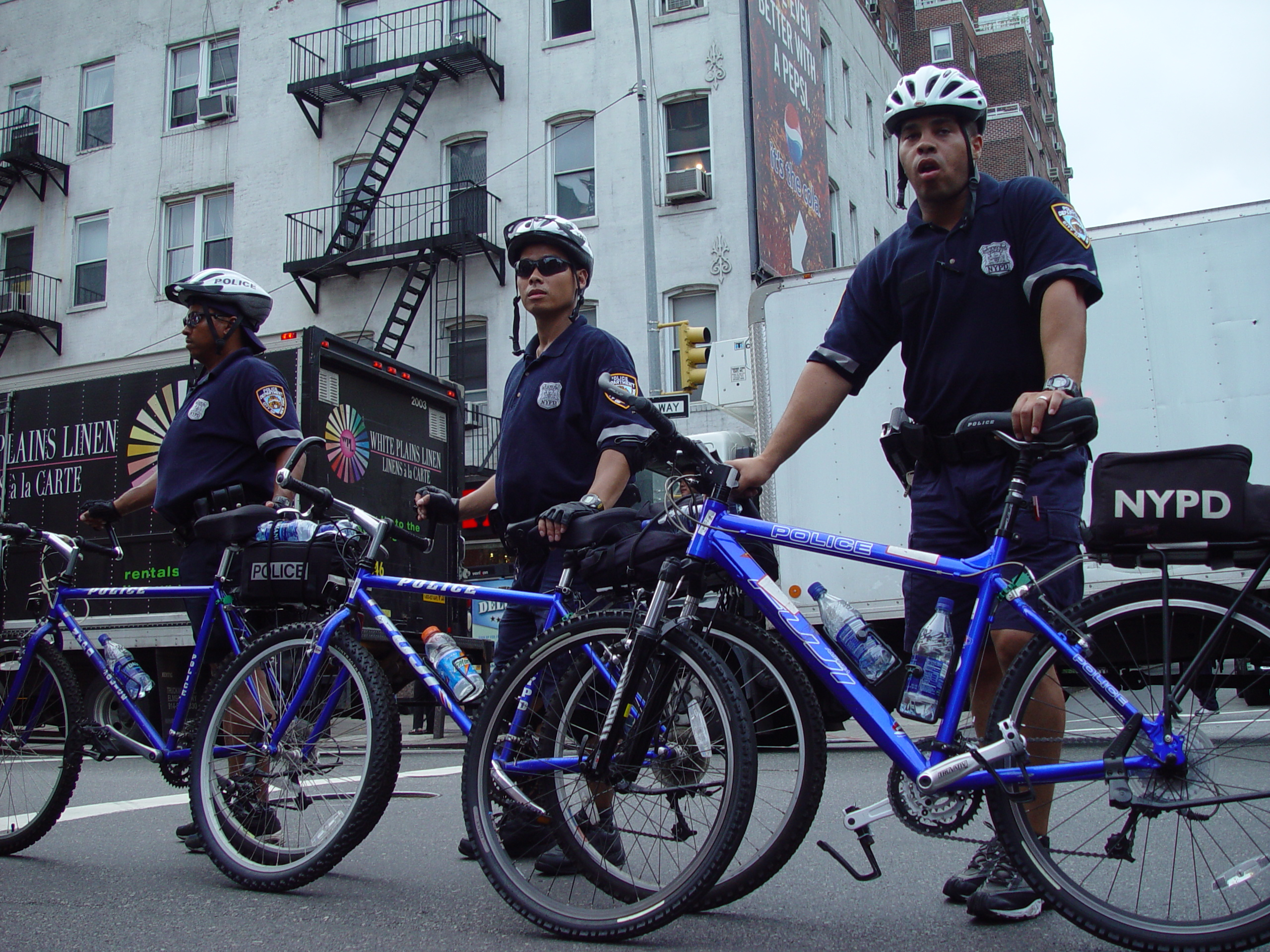
Велосипеды NYPD
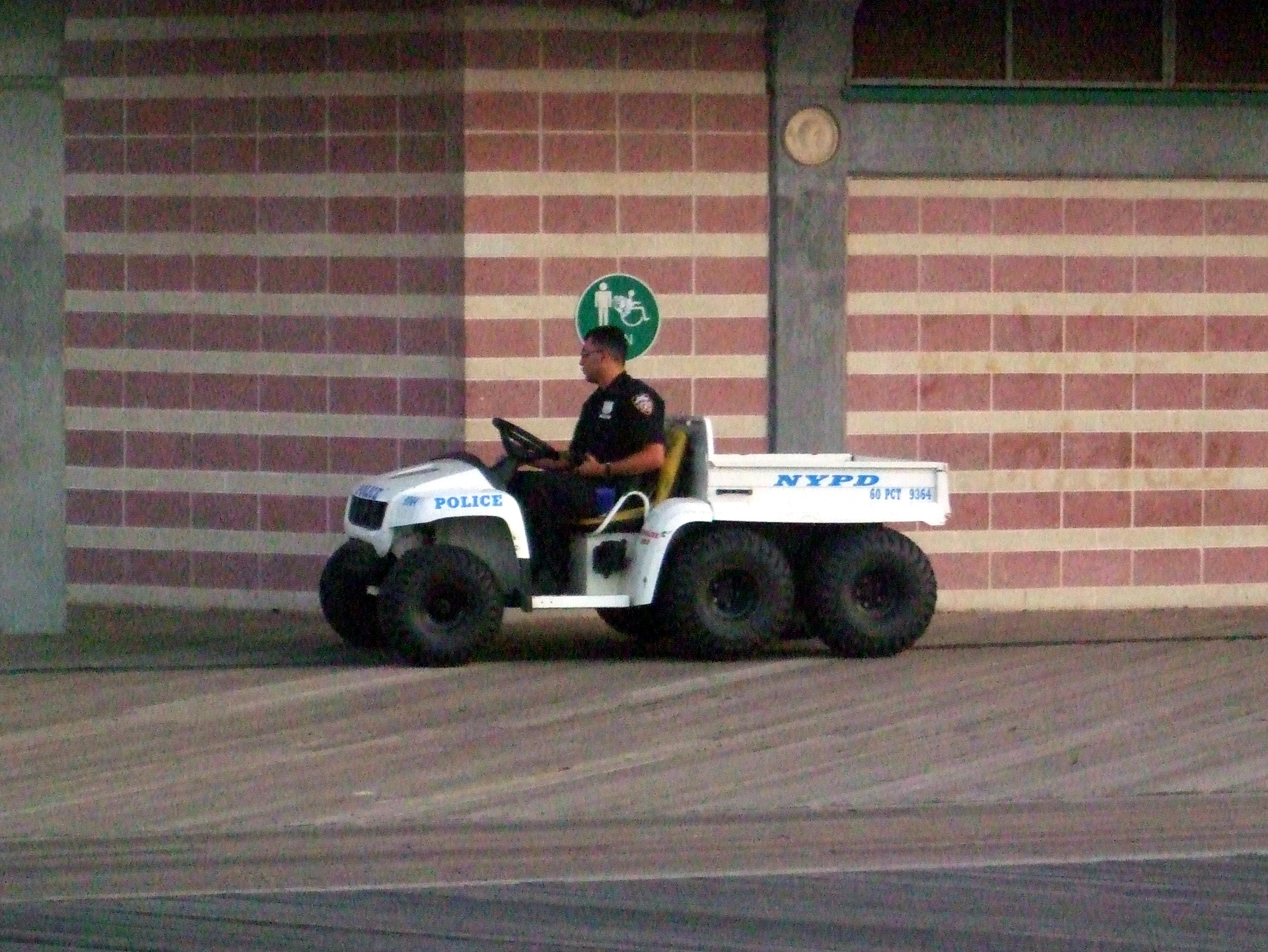
Мотовездеход NYPD на Кони-Айленде
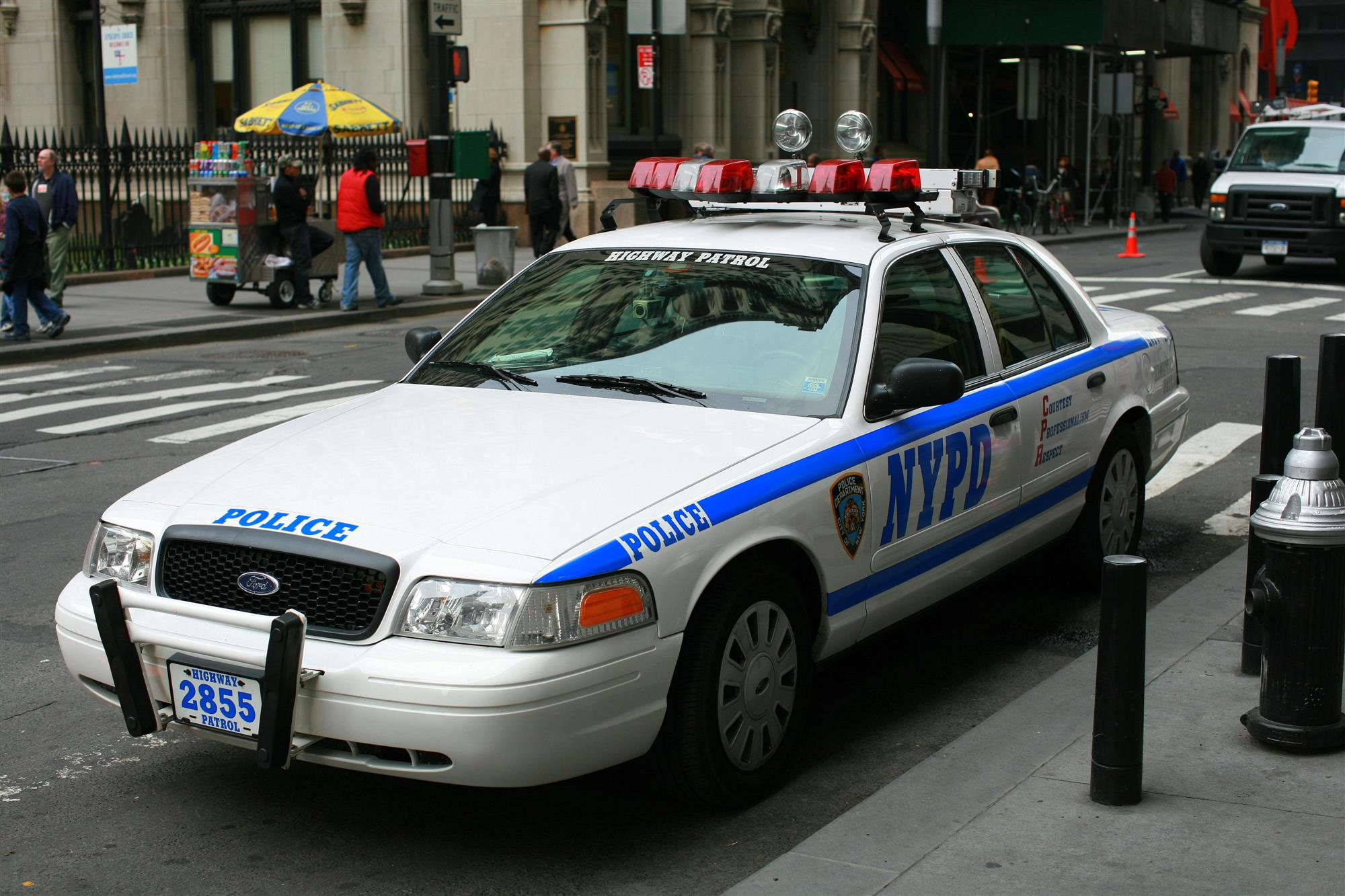
Один из автомобилей полиции Ford Crown Victoria, полицейской модификации.
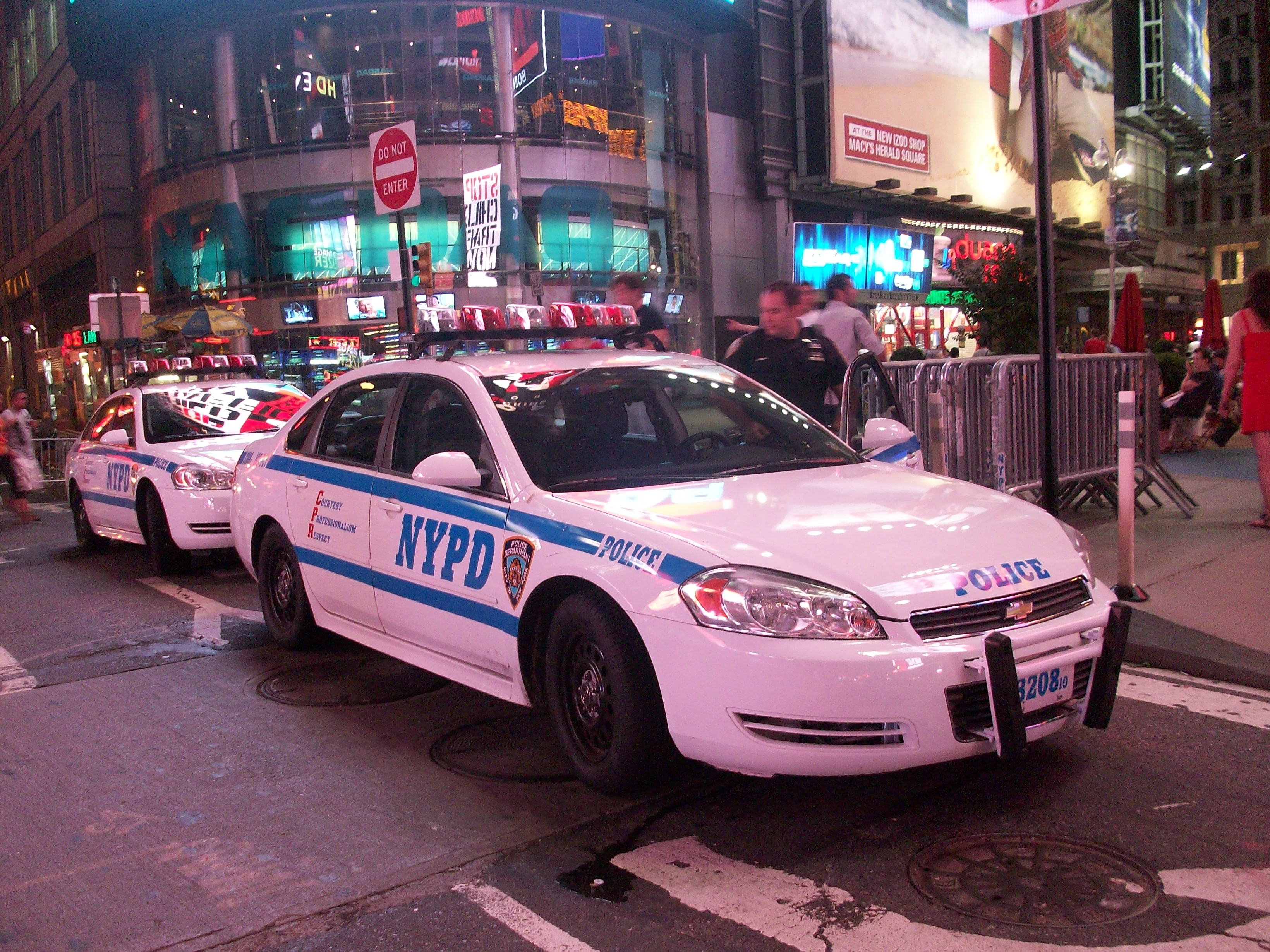
Один из автомобилей полиции Chevrolet Impala 2012 года выпуска.
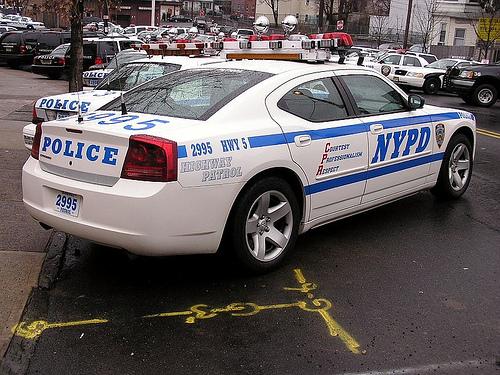
Один из автомобилей дорожной полиции (Highway Patrol) Dodge Charger 2009 года выпуска.
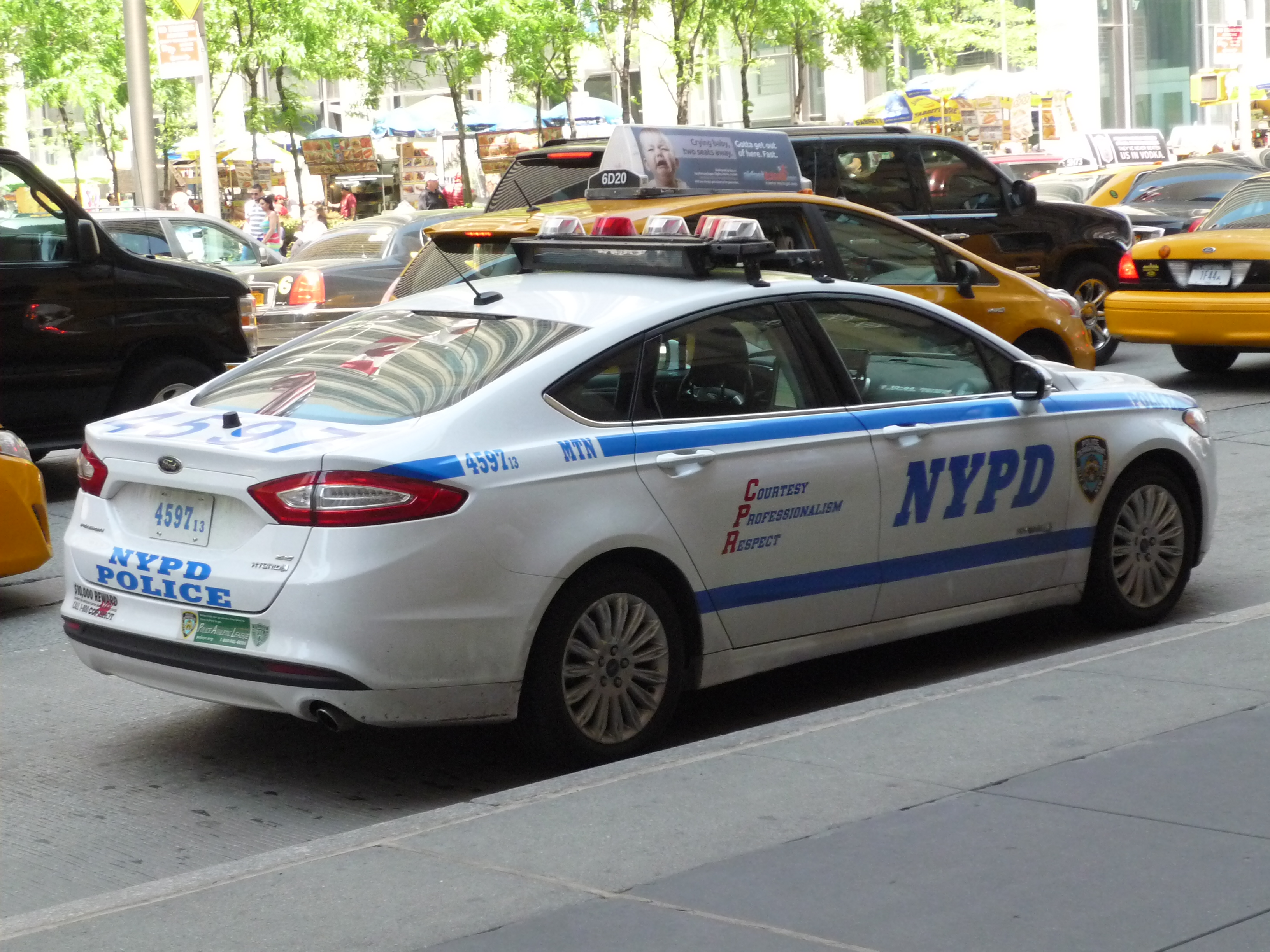
Один из автомобилей полиции: Ford Fusion 2015 года выпуска.
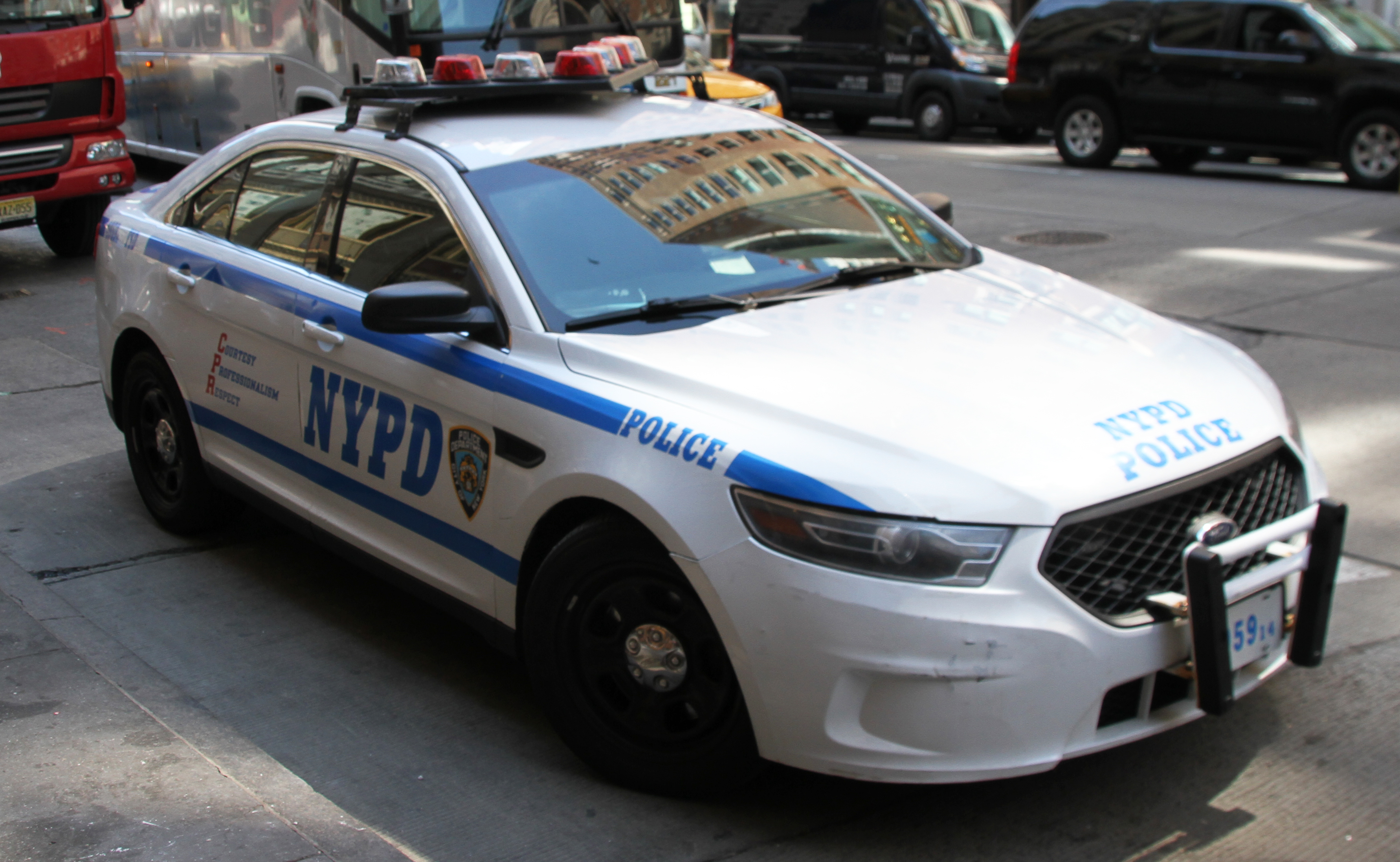
Один из автомобилей полиции: Ford Taurus 2016 года выпуска.
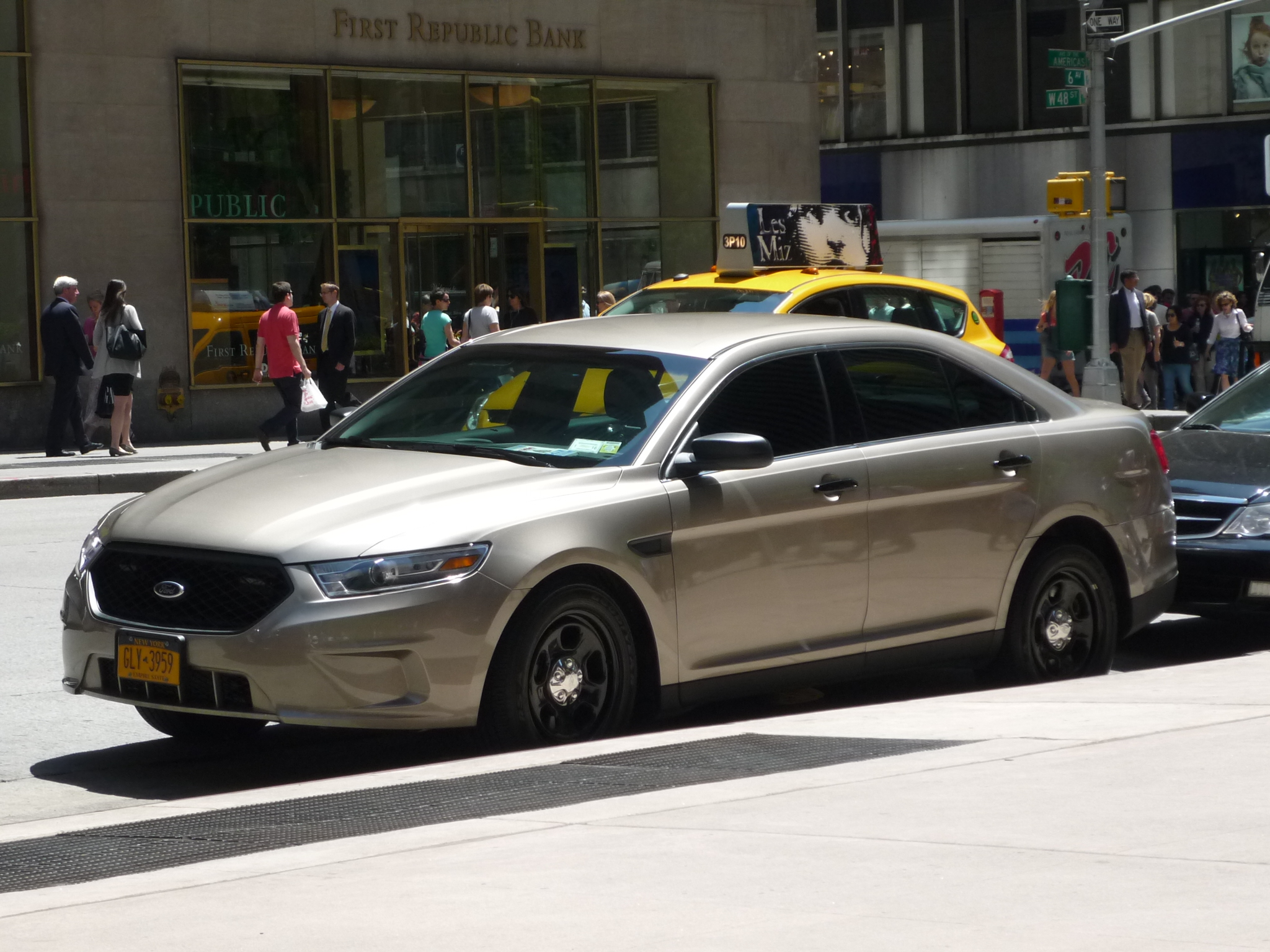
Один из автомобилей полиции, немаркированный Ford Taurus 2016 года выпуска.
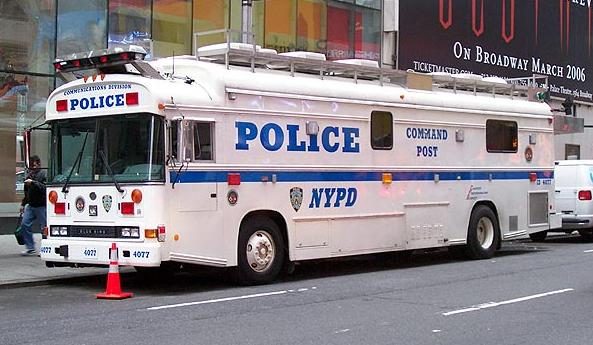
Передвижной командный центр полиции, используется в таких ситуациях, как захват заложников или проведение какого-либо мероприятия.
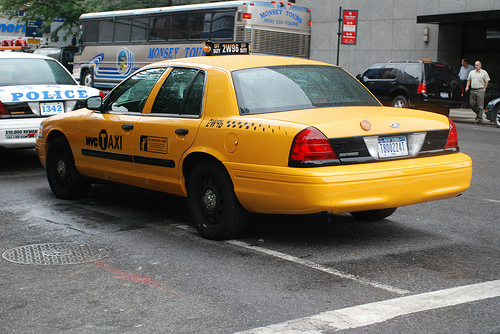
Немаркированный автомобиль полиции, в условиях Нью-Йорка, в изобилии такси. Практически невозможно отличить от настоящего автомобиля такси.
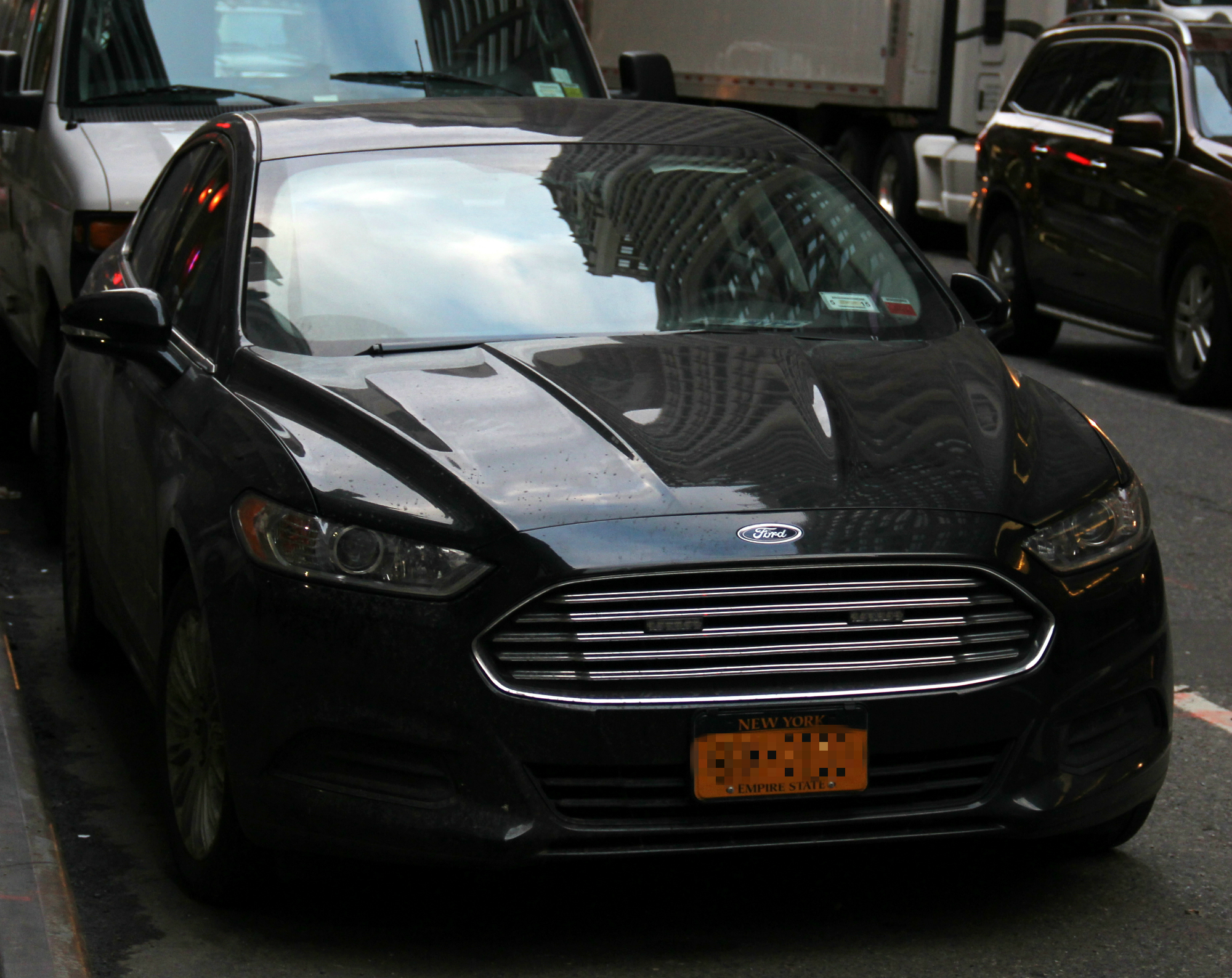
Немаркированный автомобиль Ford Fusion 2015 года выпуска. Используется: детективами, офицерами патрульного дивизиона, или же ESU.
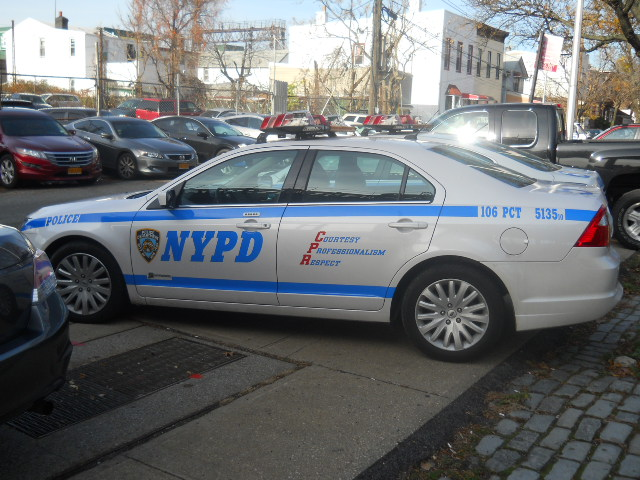
Один из автомобилей полиции Ford Fusion прошлого поколения, 2008 год выпуска.
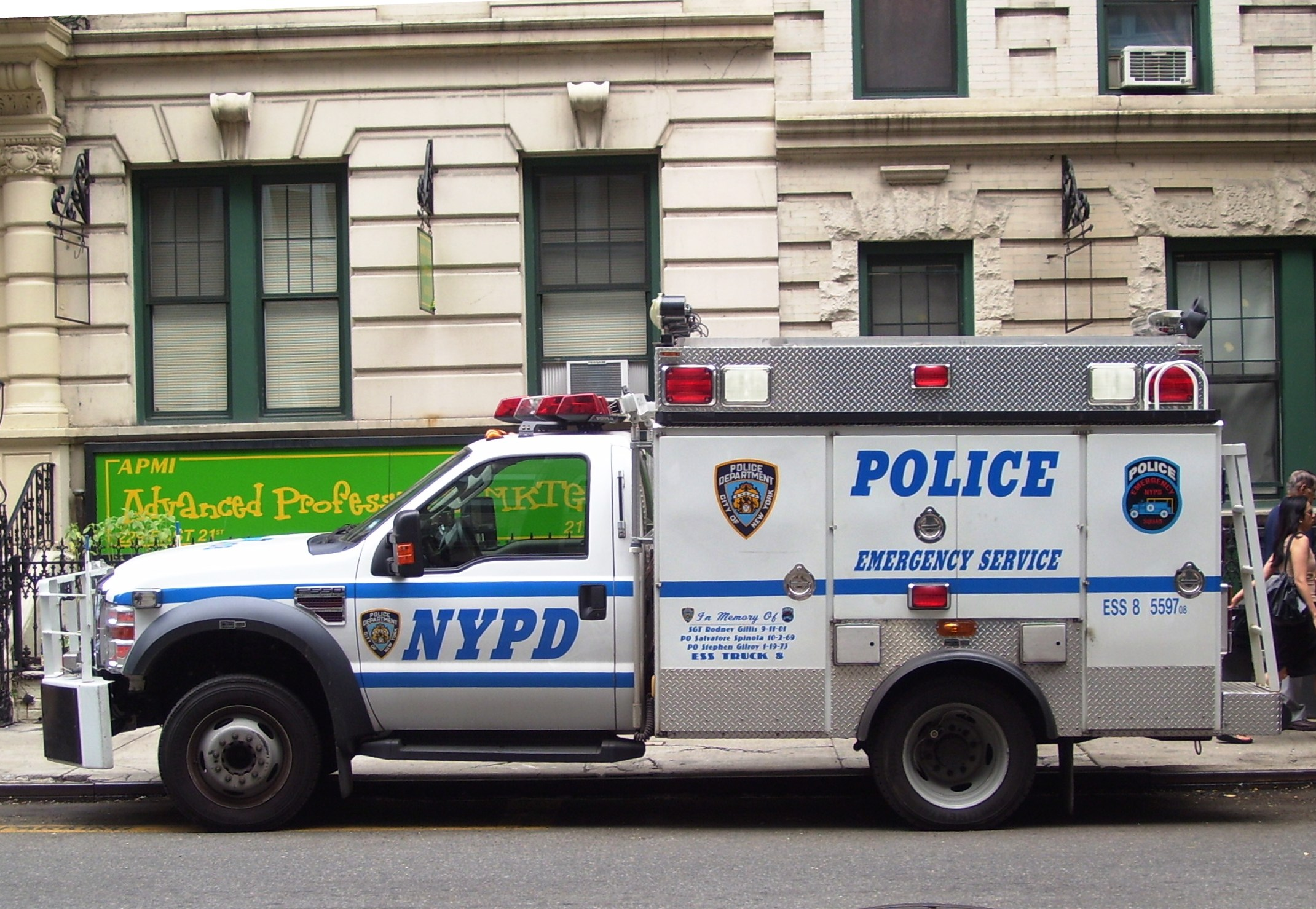
Автомобиль отдела NYPD ESU, используется для перевозки различного снаряжения, начиная от оружия и заканчивая сумками первой помощи (BLS (Basic Life Support), и сумками оказания экстренной (реанимационной) помощи ALS.
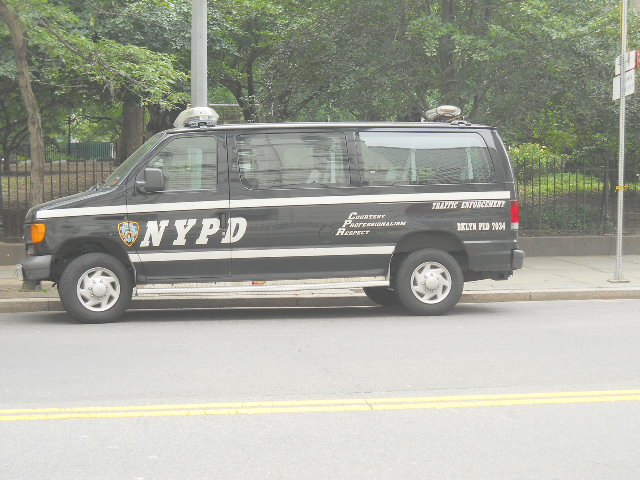
Фургон полиции, используется отделом регулировки дорожного движения, на них подвозят офицеров к своей зоне, откуда они расходятся по перекресткам, регулируя движение и помогая машинам едущим на вызовы проехать через загруженный город.
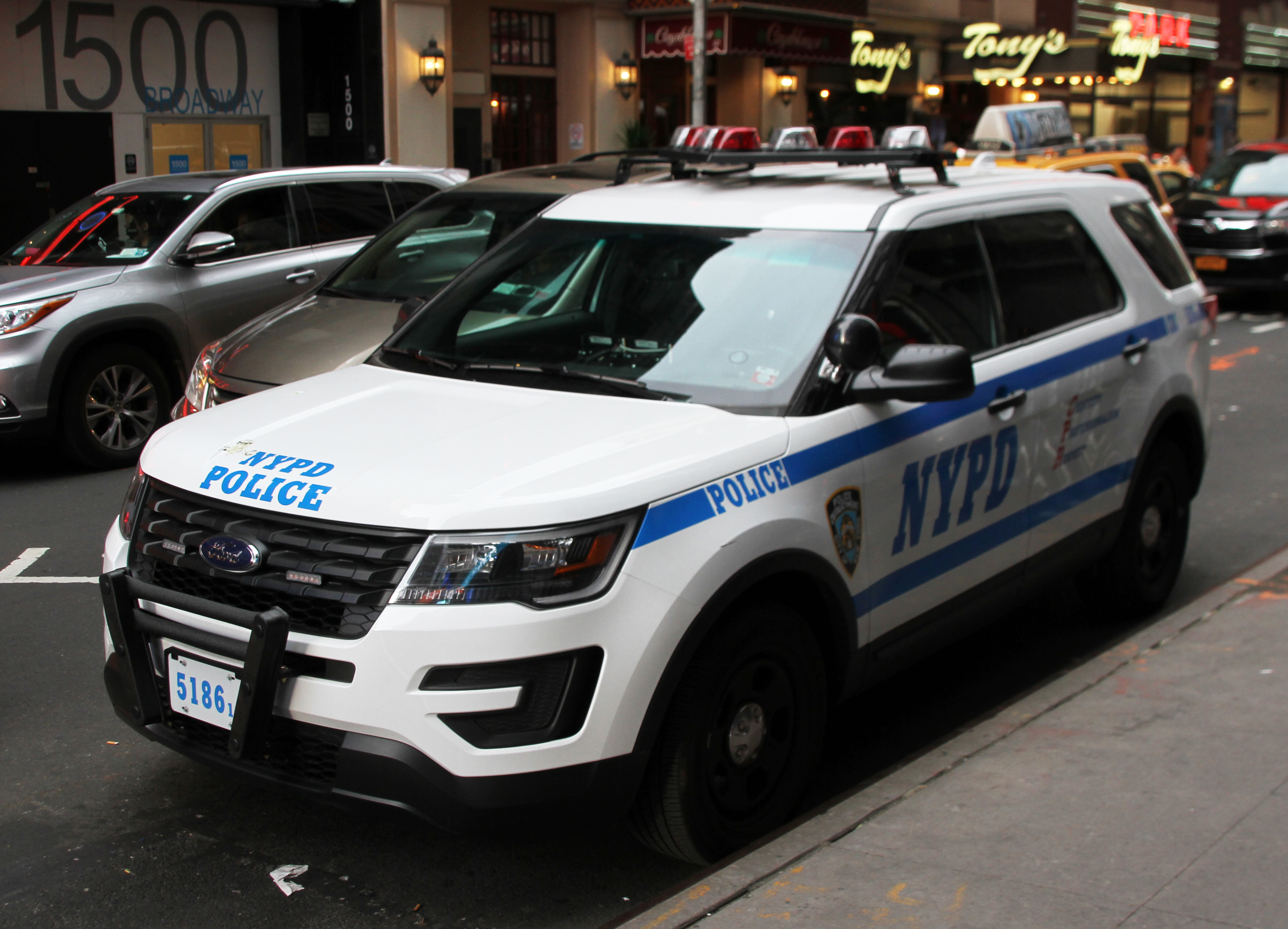
Новый автомобиль полиции: Ford Explorer 2016 года выпуска, им активно заменяется версия 2014 и 2005 годов.
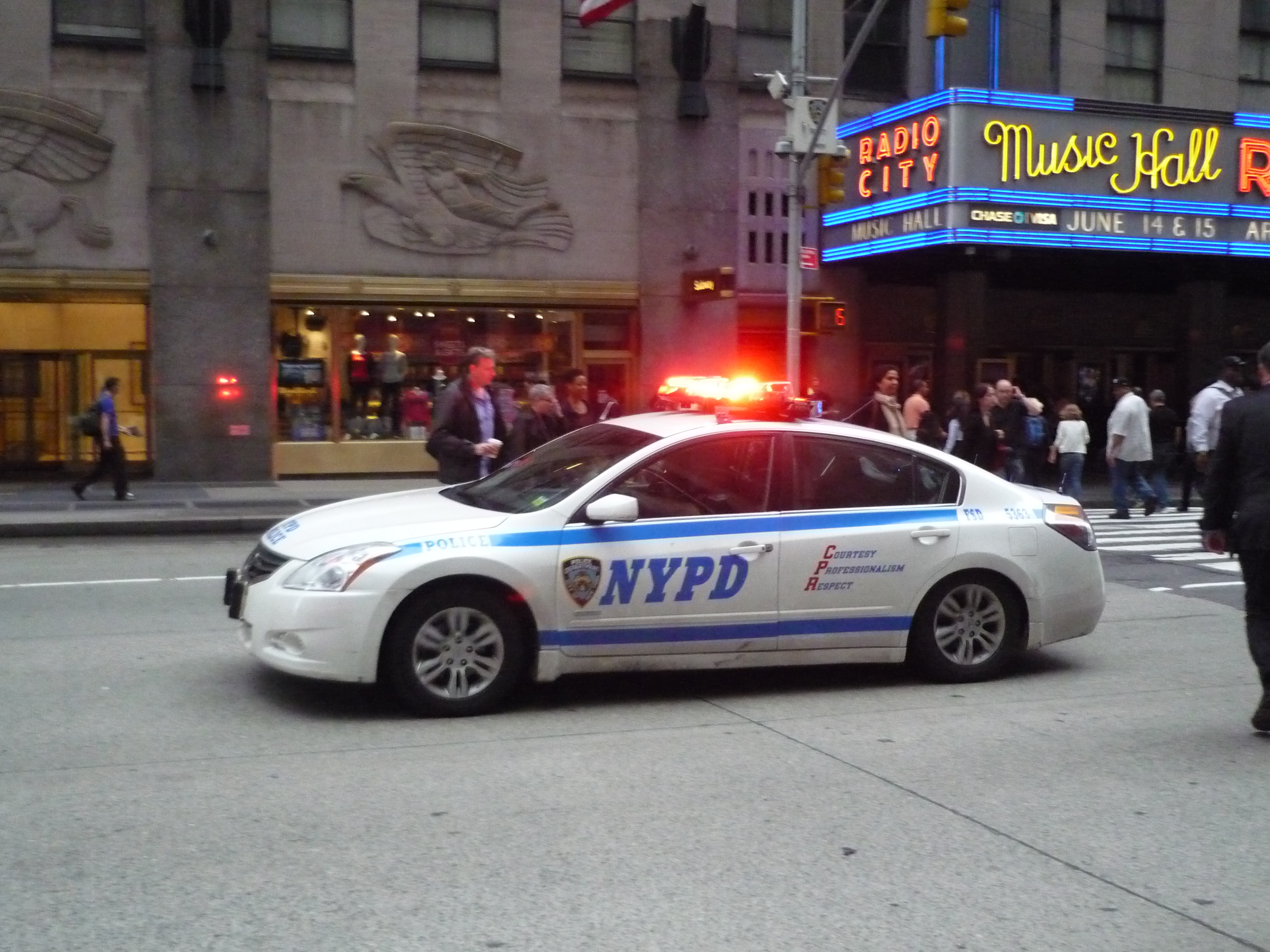
Малочисленный автомобиль полиции Ниссан Альтима, одна из попыток импортозаместить автомобили полиции города, на иностранные.
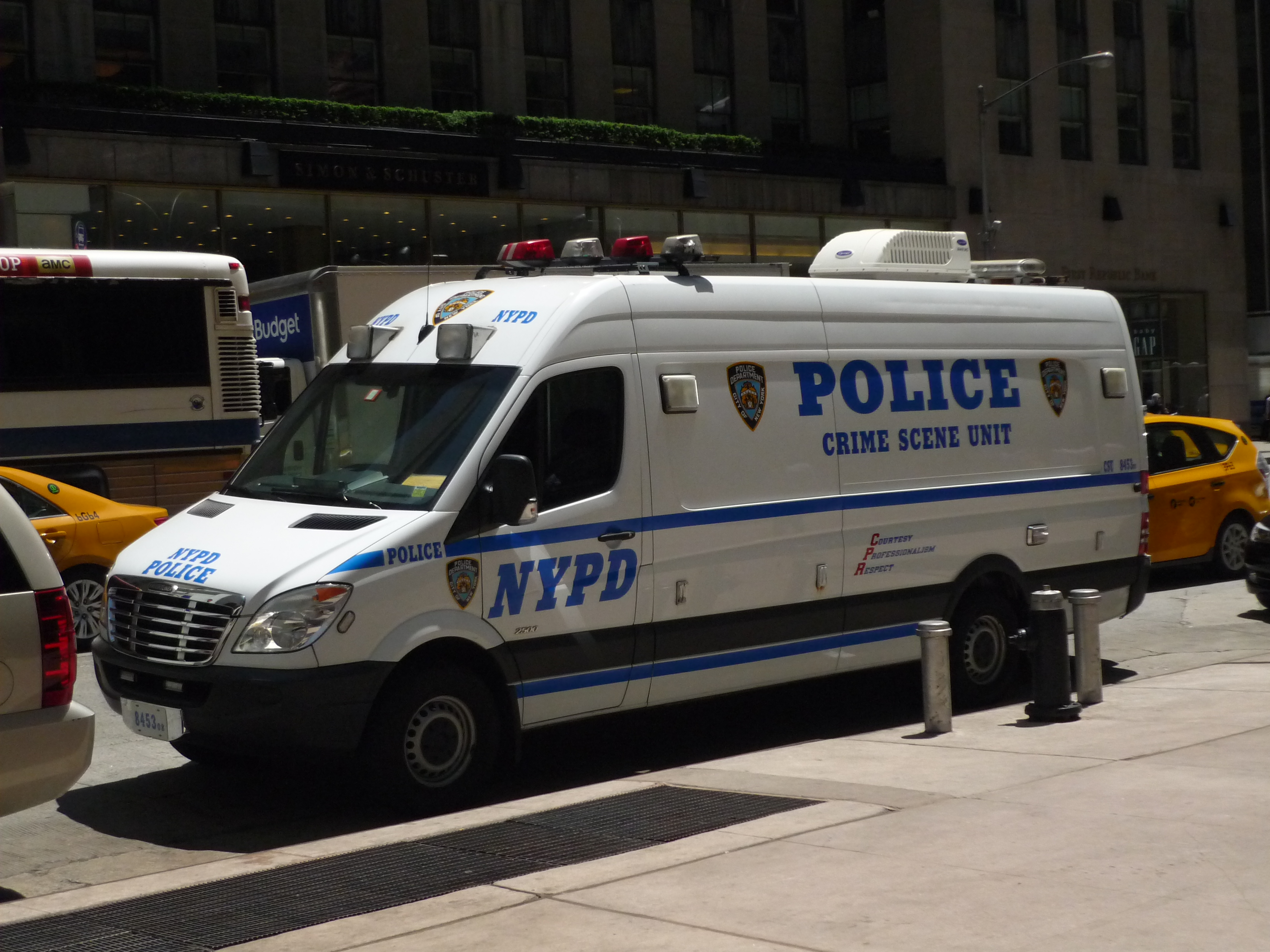
Фургон полиции, используется криминалистическим отделом, имеет необходимое оборудование, для снятия отпечатков пальцев и проведения быстрых экспертиз на месте преступления.
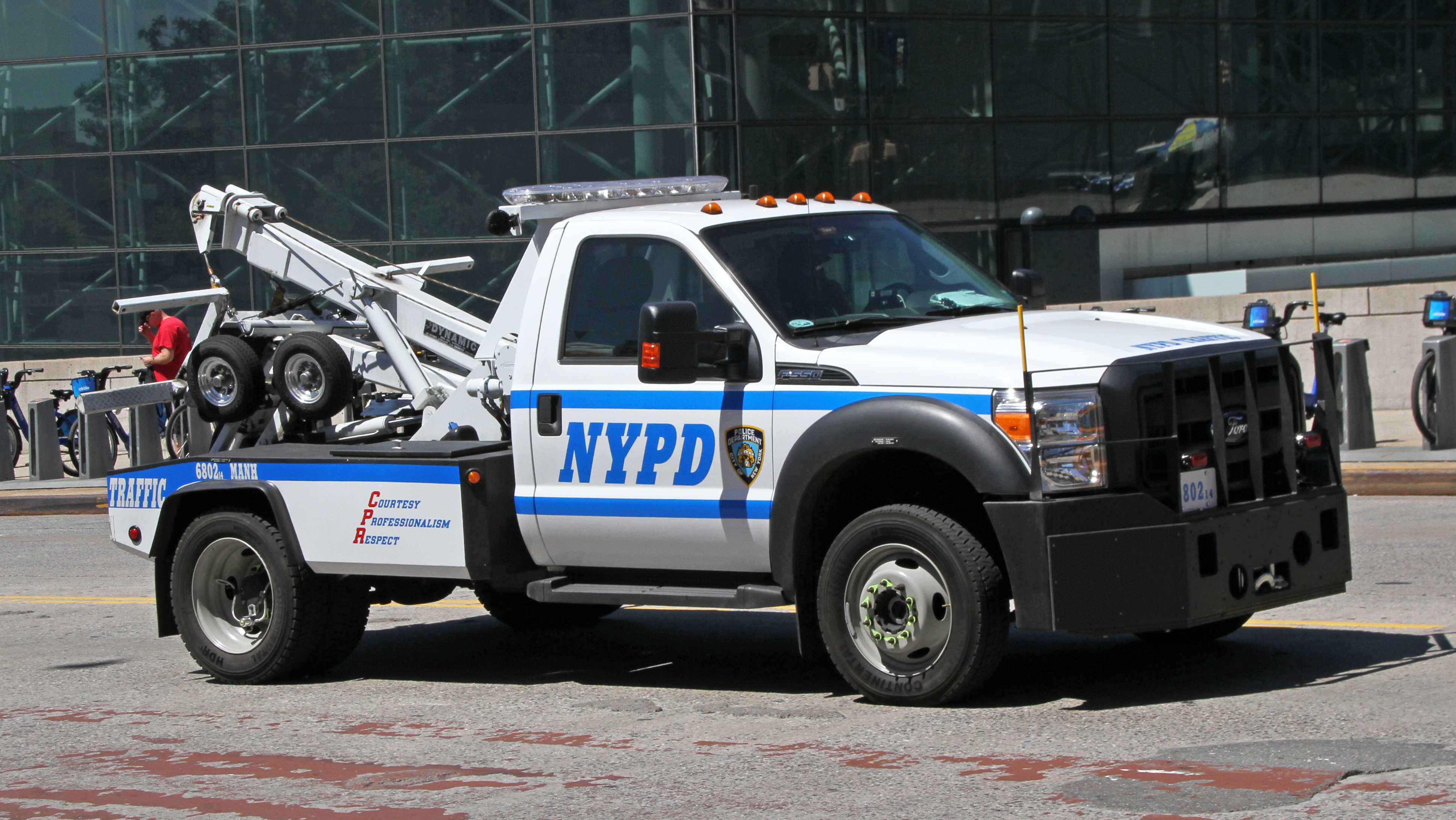
Одна из моделей эвакуатора полиции, используется для эвакуации неправильно припаркованных, или технически поврежденных автомобилей.
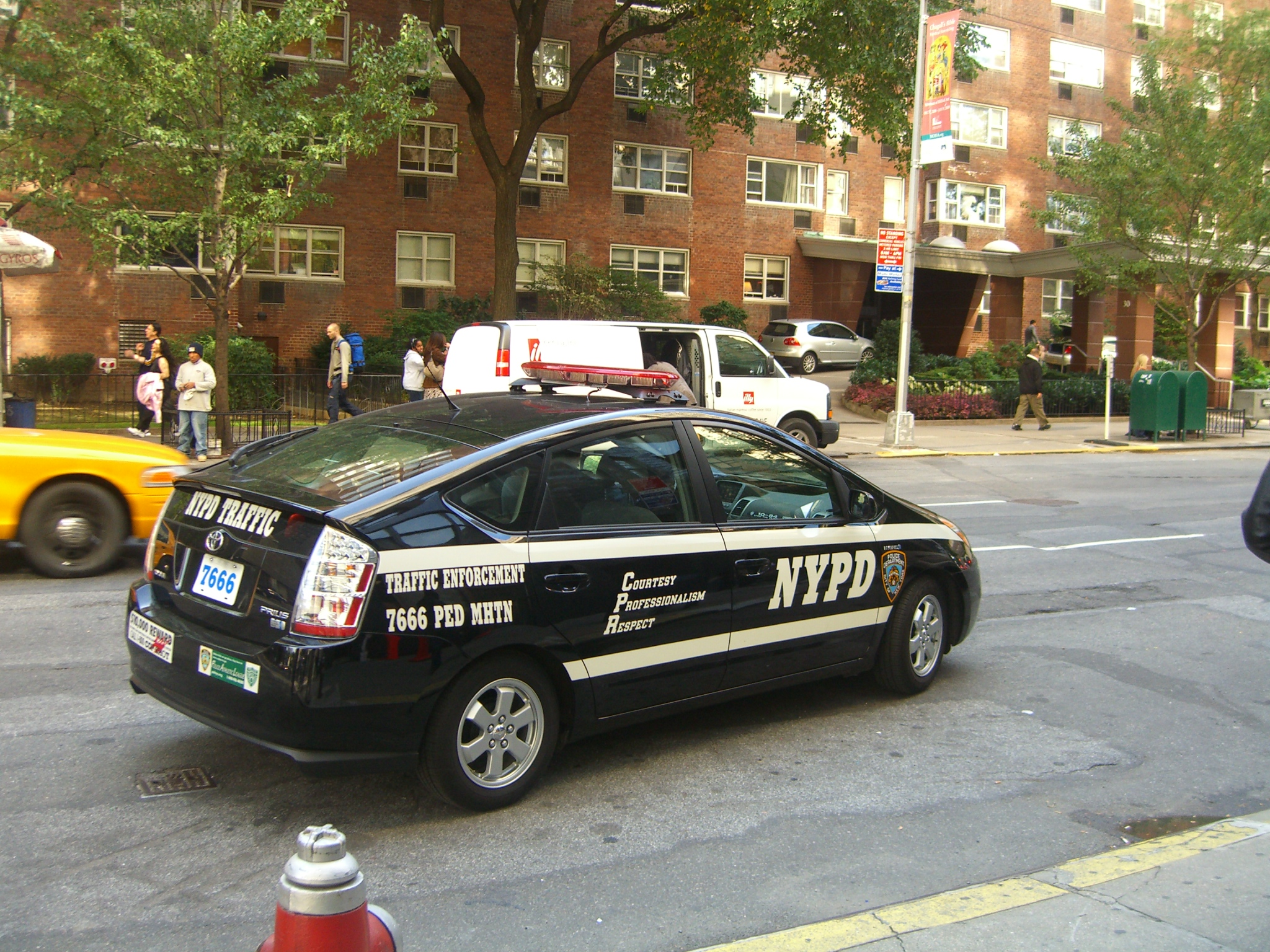
Один из автомобилей полиции, Тойота Приус, относится к отделу регулировки движения, используется в основном за пределами Манхэттана, где уличное движение не такое сильное.
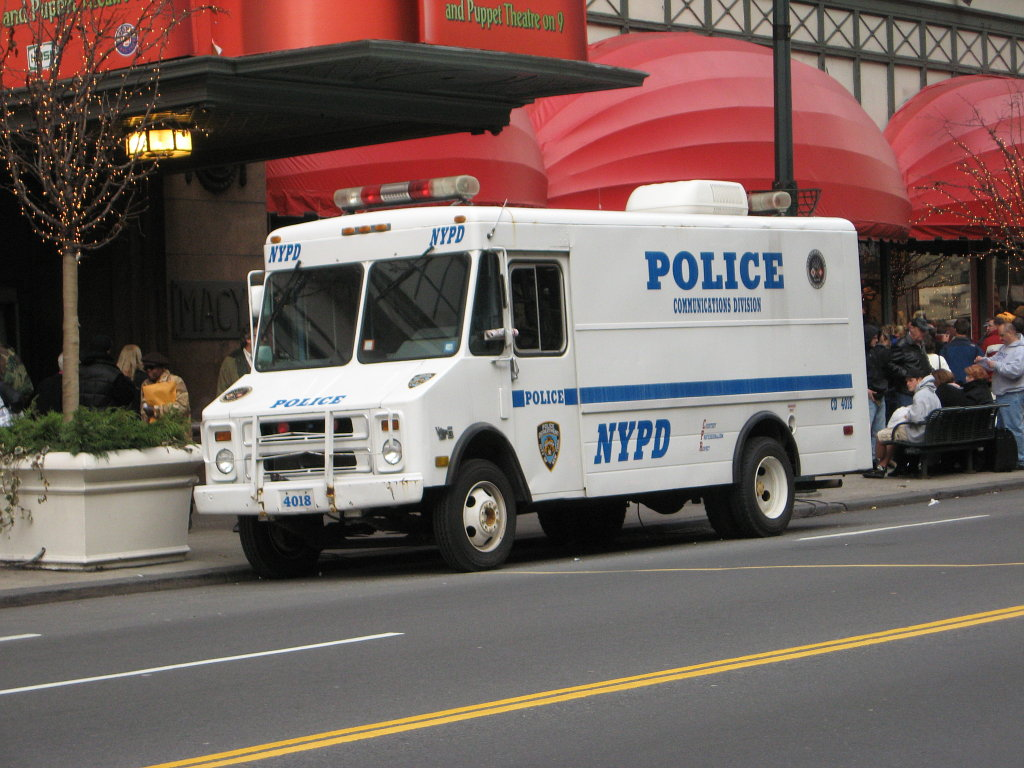
Фургон полиции, используется отделом по связям с общественностью. Конкретно в этом фургоне, горожане могут получить информацию по состоянию их района.
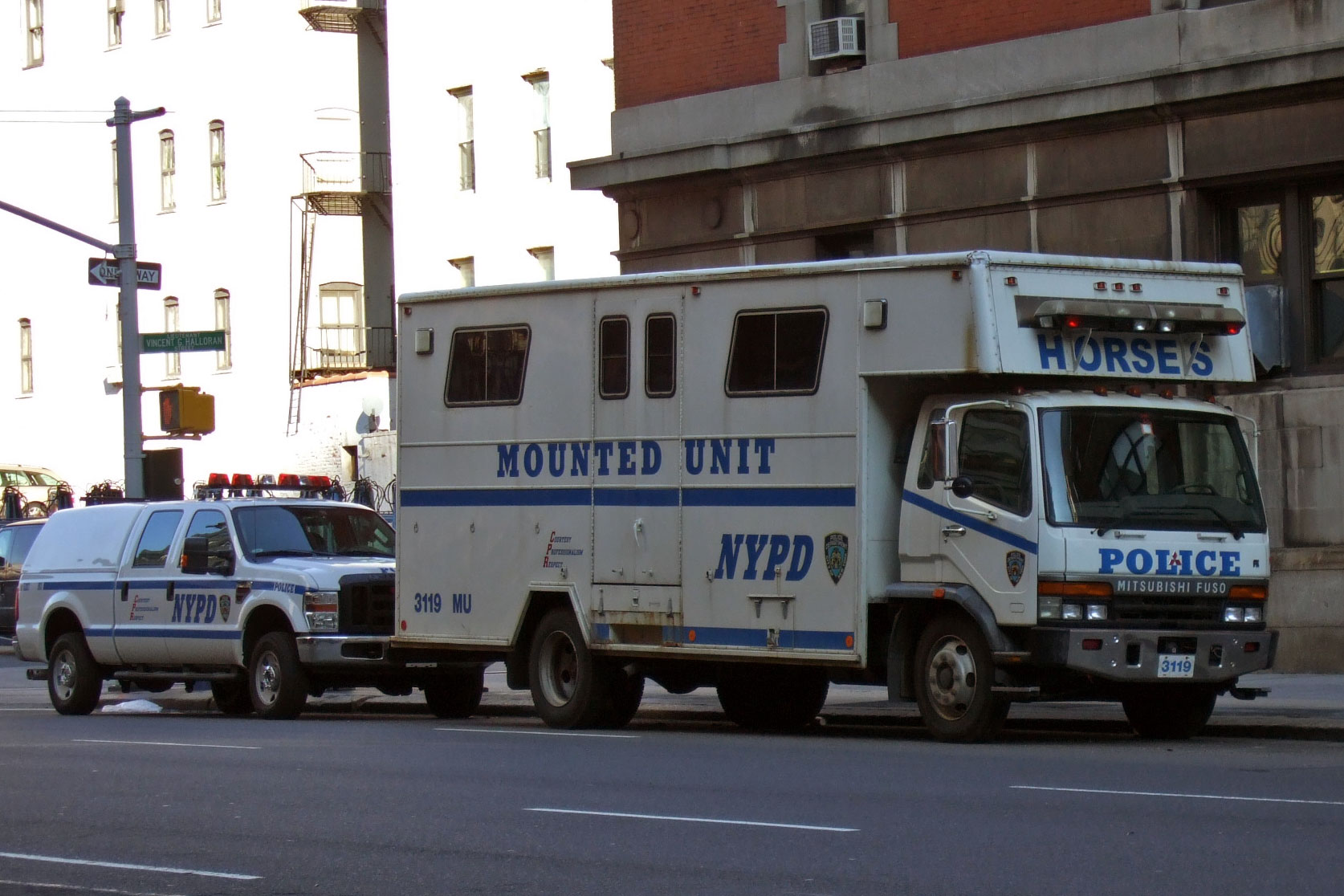
Фургон полиции, используется для транспортировки конных юнитов.
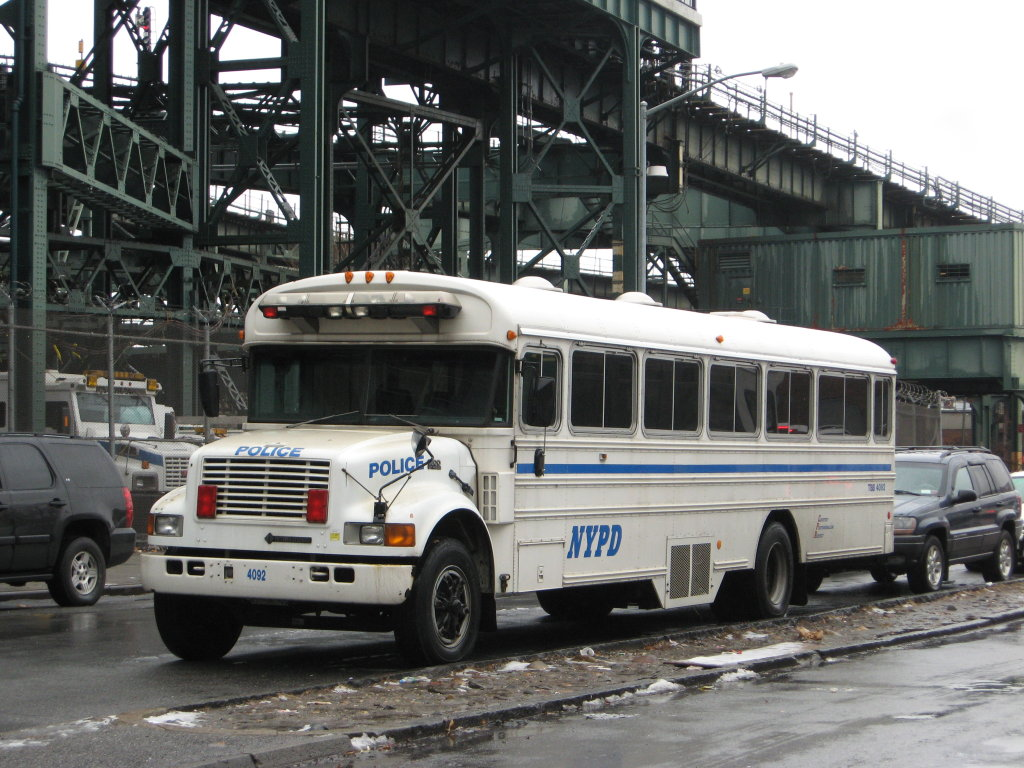
Автобус полиции, используется для транспортировки массово-задержанных, активно используется во время нелегальных демонстраций или бунтов.